# Audi R8 42
Der Audi R8 (interne Typbezeichnung 42) ist die erste Modellgeneration des Mittelmotor-Sportwagens R8 von Audi, der im September 2006 der Öffentlichkeit vorgestellt wurde. Die Namensgebung beruht auf dem erfolgreichen Le-Mans-Rennprototyp Audi R8. Zur Gewichtseinsparung besteht die Karosserie des Wagens vollständig aus Aluminium.
Von Herbst 2006 bis Ende 2014 wurden insgesamt 26 037 R8 produziert, von denen nach Angaben des Kraftfahrt-Bundesamtes 5626 Stück in Deutschland neu zugelassen wurden. Der Nachfolger Audi R8 4S erschien 2015.

## Modellgeschichte

### Entwicklung
Bei ersten Testfahrten mit Vorserienfahrzeugen auf dem Nürburgring und auf der Teststrecke im italienischen Nardò kam es zu Problemen mit der Getriebeentlüftung, wodurch mindestens drei Fahrzeuge komplett ausbrannten. Vor dem Werkstor in Ingolstadt fing ein als Lamborghini Gallardo getarnter Versuchsträger Feuer. Dies betraf allerdings nur die Vorserienwagen mit dem damals noch nicht erhältlichen V10-Motor. Zu einem Brand kam es auch bei einem auf einer Landstraße im Landkreis Schwäbisch Hall fahrenden Prototyp. Trotz Überhitzungs- und Reifenproblemen wurde der anvisierte Produktionsstarttermin (V10: Anfang 2009) unter dem damaligen Firmenchef Martin Winterkorn nicht verschoben. Laut Audi waren zum Produktionsstart alle Probleme behoben.

### Vermarktung
Das Fahrzeug basiert auf der Studie Le Mans quattro, die 2003 auf der IAA vorgestellt wurde.
Das Serienmodell wurde formal erstmals auf der Mondial de l’Automobile 2006 im September 2006 gezeigt. 
Der Verkauf des zunächst nur als Coupé erhältlichen R8 begann im April 2007. Im Oktober 2010 kam mit dem Spyder eine offene Version in das Programm. 2012 wurde ebenfalls auf der Mondial de l’Automobile das Modell mit dem Facelift vorgestellt.

## Produktion
Das Modell wurde anfangs im Audi-Werk Neckarsulm von der quattro GmbH produziert. Ab Oktober 2014 wurde der R8 im neu gebauten Audi-Sport-Werk im benachbarten Heilbronn, im Industriegebiet Böllinger Höfe gebaut, um das Hauptwerk in Neckarsulm zu entlasten.
Der R8 wird in einer manufakturartigen Fertigung produziert, in der erstmals das Projekt „Silver Line“ umgesetzt wurde. Hier wird der Produktionsprozess so umgestellt, dass er dem demografischen Wandel Rechnung trägt und erfahrene Mitarbeiter anspricht, die mindestens 40 Jahre alt sind. Statt nur weniger Handgriffe soll der Einzelne sehr viel mehr Arbeitsschritte ausführen. Bei verlängerter Taktzeit werden die Arbeitsschritte dabei vielfältiger bei gleichzeitig gleichmäßigerer körperlicher Belastung. Im Jahr 2008 produzierten 120 Mitarbeiter täglich 23 Fahrzeuge.
Am 17. Juli 2012, knapp sechs Jahre nach dem Produktionsstart, lief der 20 000ste R8 vom Band. Das Jubiläumsmodell war ein sphärenblauer R8 GT Spyder.
Von Herbst 2006 bis Ende 2014 wurden insgesamt 26 037 Fahrzeuge produziert, von denen 6176 Stück als Spyder-Modelle (24 %) vom Band liefen.

## Fahrzeugcharakteristika

### Karosserie
Zwischen dem namensgebenden Audi-Prototyp, mit dem Audi fünffacher Le-Mans-Sieger wurde, und dem Serienfahrzeug bestehen kaum technische Gemeinsamkeiten. Der Audi R8 ist der erste von Audi in Serie gefertigte Mittelmotorsportwagen für den Straßenverkehr. Mit einer 270 kg schweren Skelettkarosserie aus Aluminium (Audi Space Frame) sowie einem Rahmen aus Aluminium und Magnesium soll in Verbindung mit der Einbaulage des Motors eine Gewichtsverteilung von 44 zu 56 Prozent zwischen Vorder- und Hinterachse erreicht werden.
Durch den Mittelmotor rückt die Fahrgastzelle weit nach vorn. Der Radstand ist mit 2650 mm vergleichsweise lang und bringt kurze Überhänge der Karosserie mit sich.

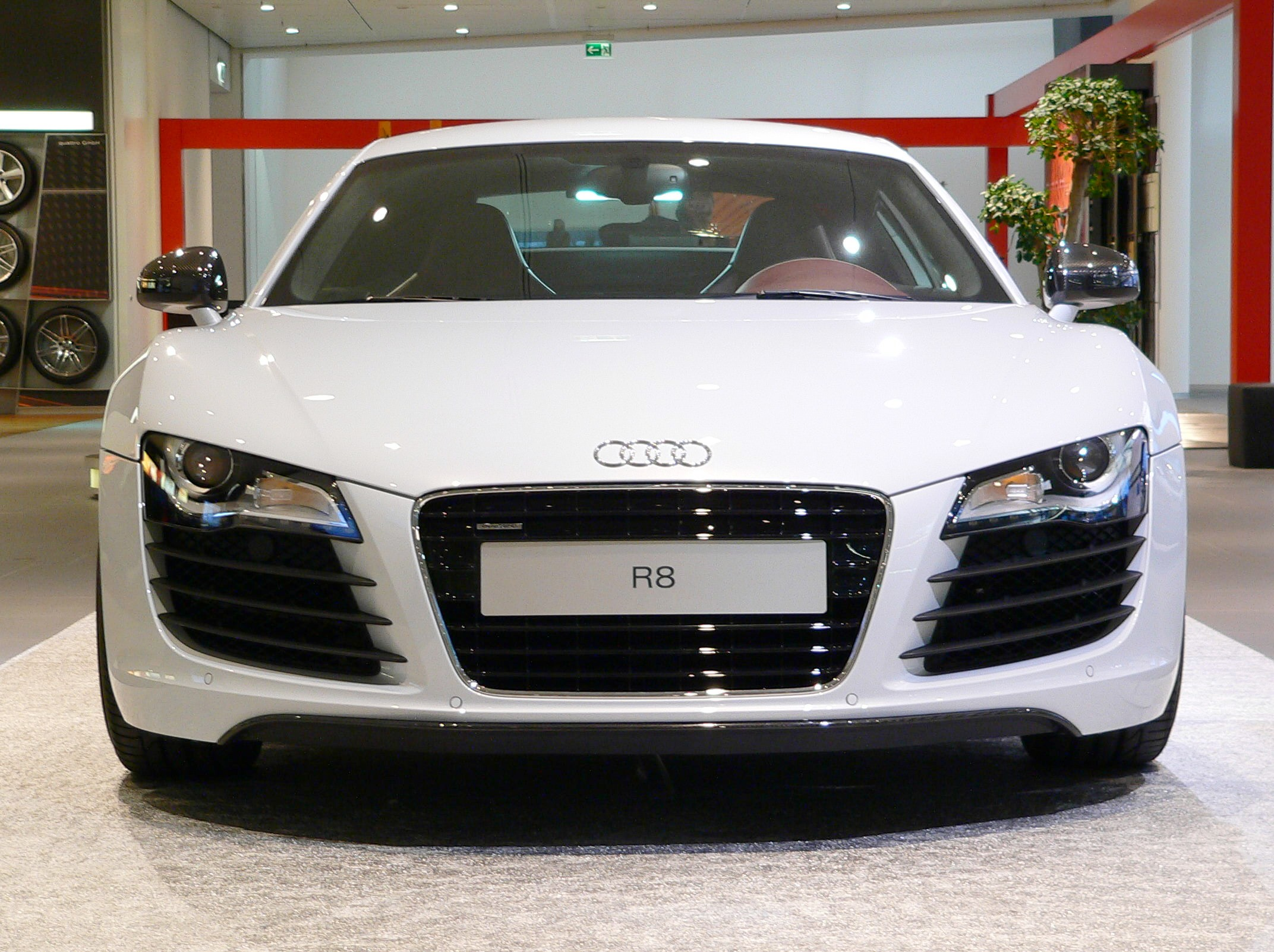
Der Audi R8 im Audi Forum
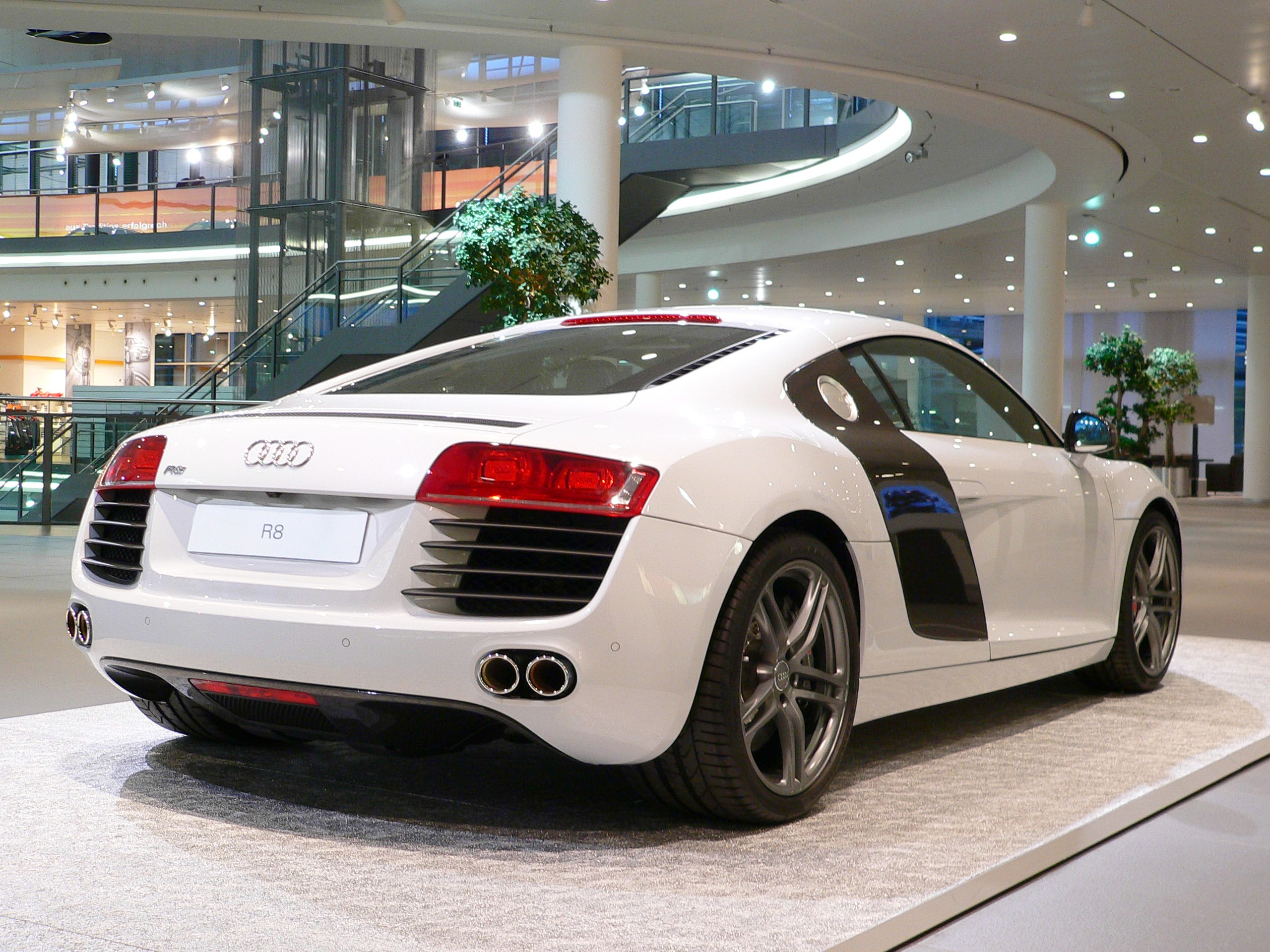
Heckansicht
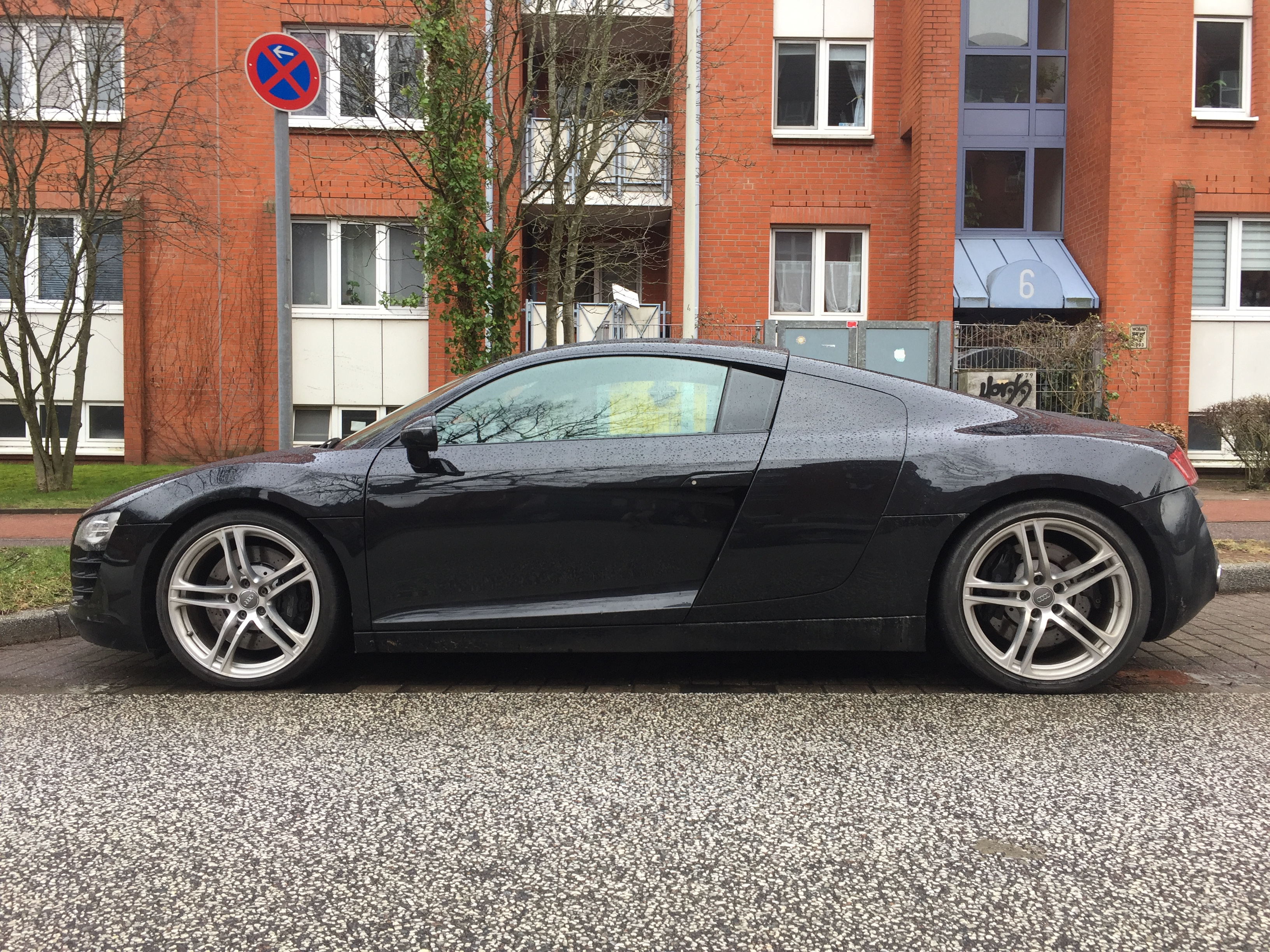
Seitenansicht
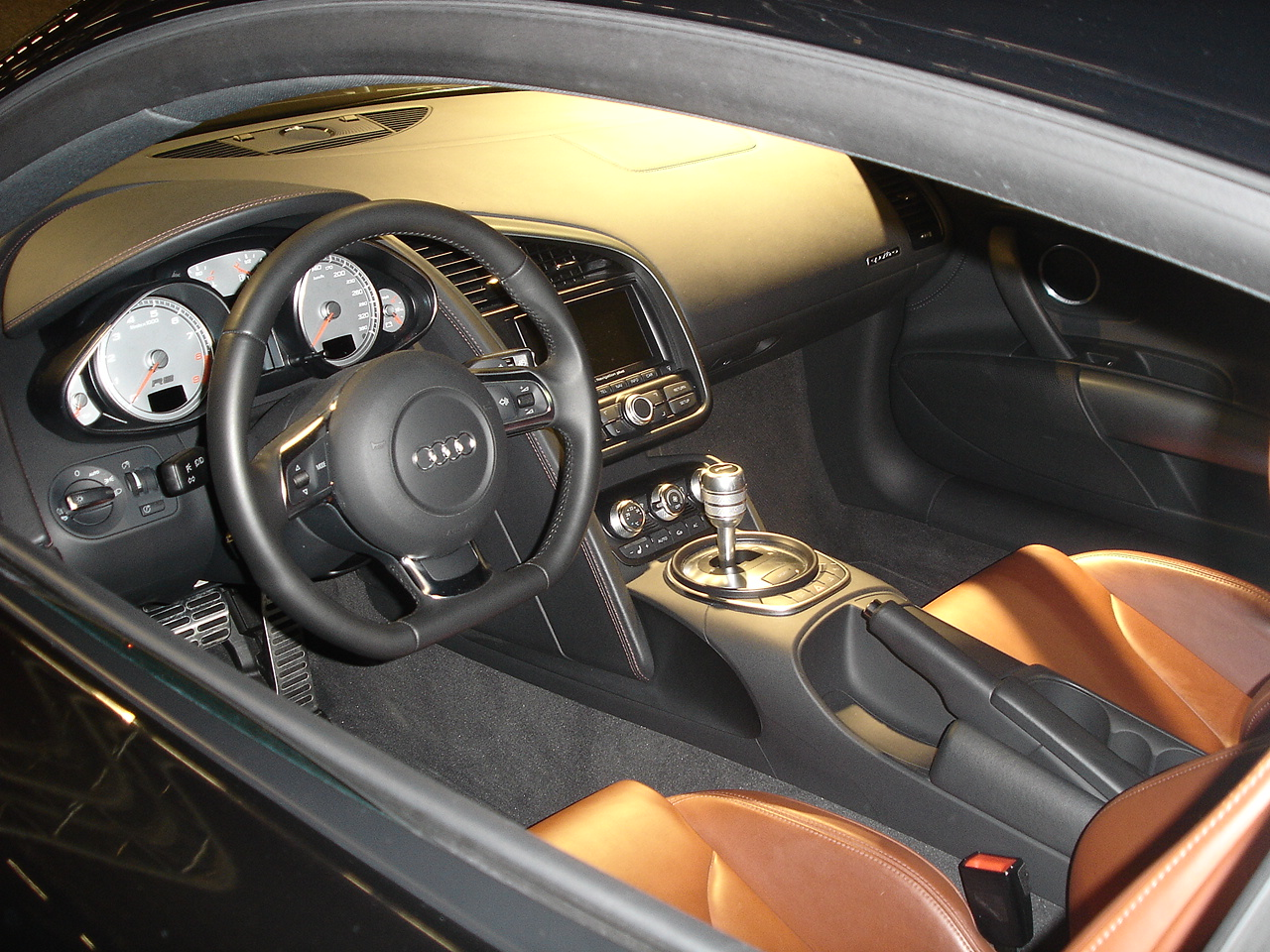
Cockpit
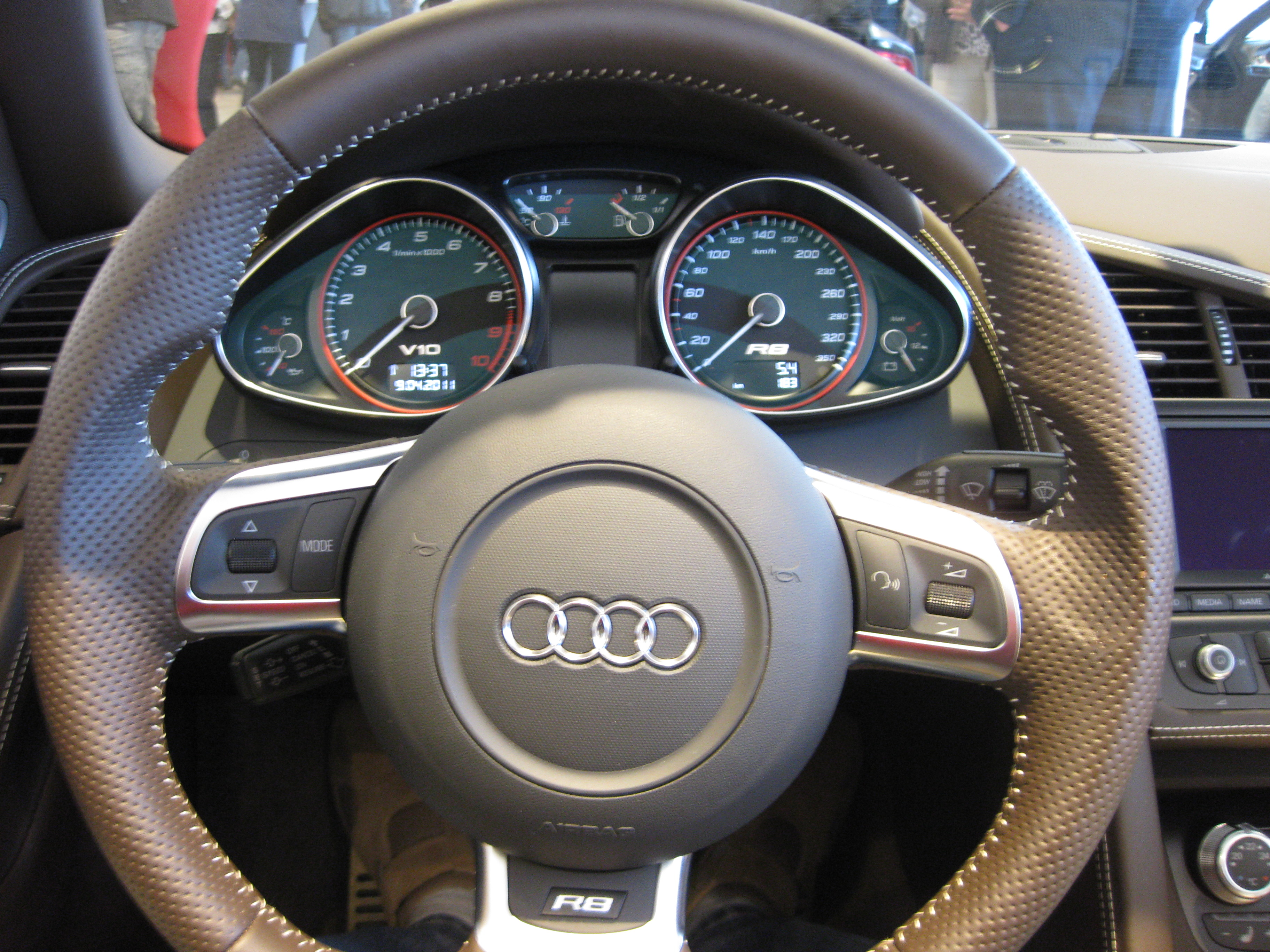
Instrumententafel

### Motor

#### V8-Motor

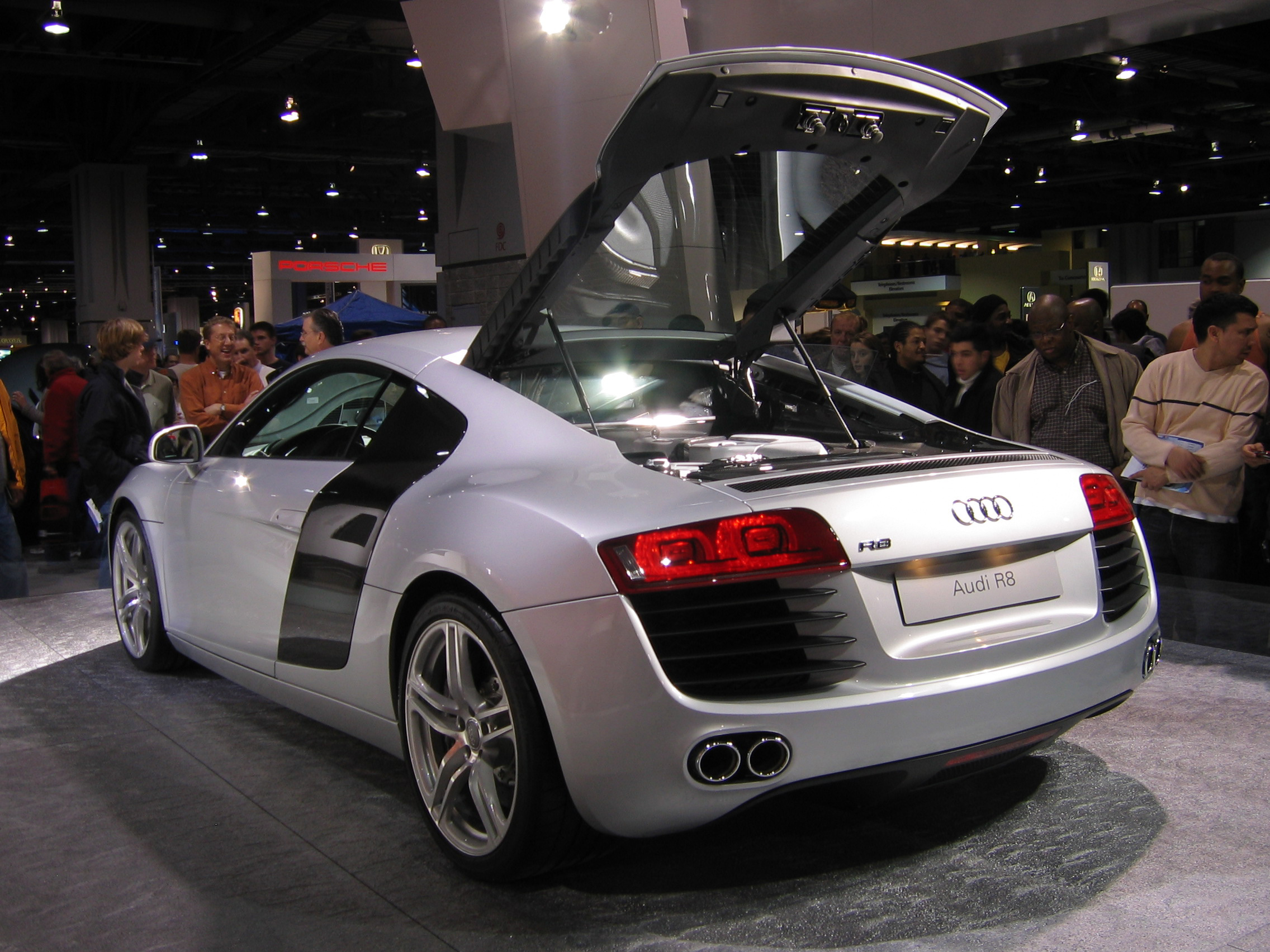
R8 mit geöffneter Motorhaube

Zum Marktstart im April 2007 baute Audi den aus dem Audi RS4 bekannten V8-FSI-Motor mit Benzindirekteinspritzung ein. Der hochdrehende Motor (maximal 8250 min−1) mit 4,2 Litern Hubraum hat eine maximale Leistung von 309 kW (420 PS) bei 7800 min−1 und ein maximales Drehmoment von 430 Nm, das zwischen 4500 und 6000 min−1 anliegt. Das Drehmoment steht von 3500 bis 7600 min−1 zu 90 Prozent zur Verfügung, um genügend Leistung über das gesamte Drehzahlband liefern zu können. Der Audi R8 beschleunigt in 4,6 Sekunden von 0 auf 100 km/h und soll laut Audi 301 km/h erreichen. Das Leistungsgewicht beträgt 5,3 kg/kW (3,9 kg/PS). Mit der Einführung des V8-Motors im Spyder-Modell erschien Mitte 2010 eine überarbeitete Version des Motors, die maximal 316 kW (430 PS) leistet.

#### V10-Motor
Seit April 2009 ist der aus dem Audi S6 C6 bekannte V10-Ottomotor mit Benzindirekteinspritzung (FSI) in veränderter Form im R8 verfügbar. Der hochdrehende Motor mit 5,2 Litern Hubraum erreicht eine maximale Leistung von 386 kW (525 PS) bei 8000 min−1 und ein maximales Drehmoment von 530 Nm bei 6500 min−1. Der Audi R8 V10 beschleunigt in 3,9 Sekunden von 0 auf 100 km/h und erreicht eine Höchstgeschwindigkeit von 316 km/h (beim Spyder 4,1 s bzw. 313 km/h). Das Leistungsgewicht beträgt 4,4 kg/kW (3,2 kg/PS) (Spyder 4,7 kg/kW bzw. 3,4 kg/PS).
Im Sommer 2010 erschien der V10-Motor in einer leistungsgesteigerten Variante im limitierten R8 GT. Hier leistet das 5,2-l-Aggregat maximal 412 kW (560 PS) bei 8000 min−1 und erreicht ein maximales Drehmoment von 540 Nm bei 6500 min−1. Das GT-Modell beschleunigt in 3,6 s von 0 auf 100 km/h (Höchstgeschwindigkeit: 320 km/h). Durch verschiedene Gewichtsreduzierungen an diesem Modell beträgt das Leistungsgewicht 3,9 kg/kW (2,9 kg/PS).
Wie das R8-Rennfahrzeug hat der Wagen eine Trockensumpfschmierung mit separatem Ölbehälter, wodurch der Schwerpunkt des Motors weiter nach unten verlagert wird und eine optimale Schmierung auch bei extremer Querbeschleunigung gewährleistet ist.

#### Elektroantrieb
Ende 2012 sollte mit dem R8 e-tron eine Variante mit Elektroantrieb erscheinen. Das Fahrzeug soll von zwei Elektromotoren mit zusammen 280 kW (381 PS) und 820 Nm Drehmoment angetrieben werden.

### Antrieb
Der Audi R8 hat entweder ein manuell geschaltetes Sechsganggetriebe oder wahlweise das R Tronic genannte automatisierte Schaltgetriebe, wobei letzteres mit einem Schalthebel in der Mittelkonsole oder per Schaltpaddel am Lenkrad bedient wird. Zusätzlich können über einen Sportmodus die Schaltzeiten verkürzt werden. 2012 wurde die R Tronic durch das 7-Gang-Doppelkupplungsgetriebe S Tronic abgelöst.
Der R8 hat einen von Lamborghini stammenden kupplungsgesteuerten Allradantrieb. Die Hinterachse ist primär angetrieben, die Vorderachse wird über eine Viscokupplung angetrieben, die abhängig von der Drehzahldifferenz zwischen den Achsen einen Teil der Antriebskraft nach vorne leitet.

### Fahrwerk
Die Räder sind vorne und hinten an doppelten Querlenkern einzeln aufgehängt. Die Komponenten sind zum Teil aus Aluminium geschmiedet. Die Zahnstangenlenkung hat eine hydraulische Servounterstützung.
Stoßdämpfer sind entweder die serienmäßigen Gasdruckstoßdämpfer beim V8-Modell oder das adaptive Dämpfersystem Audi magnetic ride, das beim V10-Modell serienmäßig verwendet wird. Bei magnetic ride wird anstatt eines herkömmlichen Dämpferöls eine magnetorheologische Flüssigkeit verwandt. Über ein elektromagnetisches Feld kann die Viskosität verändert werden und das Fahrwerk passt sich an die Fahrsituation an. Per Knopfdruck sind Programme wie Sport oder Komfort möglich.
Die Fahrstabilitäts- und Fahrwerkregelsysteme sowie das Bordnetz stammen aus dem Audi A4 B7.

### Beleuchtung
Die V8-Modelle wurden serienmäßig mit Xenon-Scheinwerfern ausgestattet. Zusätzlich ist im Scheinwerfer ein Tagfahrlicht aus zwölf einzelnen LEDs integriert. Die Rückleuchten des R8 sind ebenfalls in LED-Technik ausgeführt.
2007 wurde für den R8 als erstes Serienfahrzeug ein Voll-LED-Scheinwerfer angekündigt. Seit Mitte 2008 konnte diese Scheinwerfervariante als Option mitbestellt werden. Beim V10-Modell gehörten die LED-Scheinwerfer zur Serienausstattung. Im Gegensatz zum Xenon-Scheinwerfer besteht hier das Tagfahrlicht nicht aus einzelnen LEDs, sondern leuchtet als durchgehendes LED-Band.
Der Audi R8 LMX hat ein Laser-Fernlicht.

### Design
Das Design des R8 ist die Serienübersetzung der Formensprache der Designstudie Le Mans quattro und des Audi RSQ aus dem Film I, Robot, die alle aus dem gleichen formalen Konzept entwickelt wurden (seitliche Schulterlinie zu umlaufendem Band fortgeführt). Der Designer aller drei Schwesternfahrzeuge ist Julian Hönig.
Optisch unterscheiden sich die beiden erhältlichen Modelle voneinander. So hat die V10- gegenüber der V8-Variante u. a.:
- größere einfache Auspuffendrohre links und rechts (bis zur Modellpflege sind es beim V8 je zwei kleinere Endrohre links und rechts),
- einen geänderten Kühlergrill mit horizontalen und vertikalen Chromstreben,
- weiter ausgestellte „Sideblades“ (vertikale Luftöffnungen an der C-Säule),
- schwarz lackierte Einsätze im hinteren Stoßfänger,
- abgedunkelte Rückleuchten sowie
- ein V10-Logo an den vorderen Kotflügeln und im Kombiinstrument.

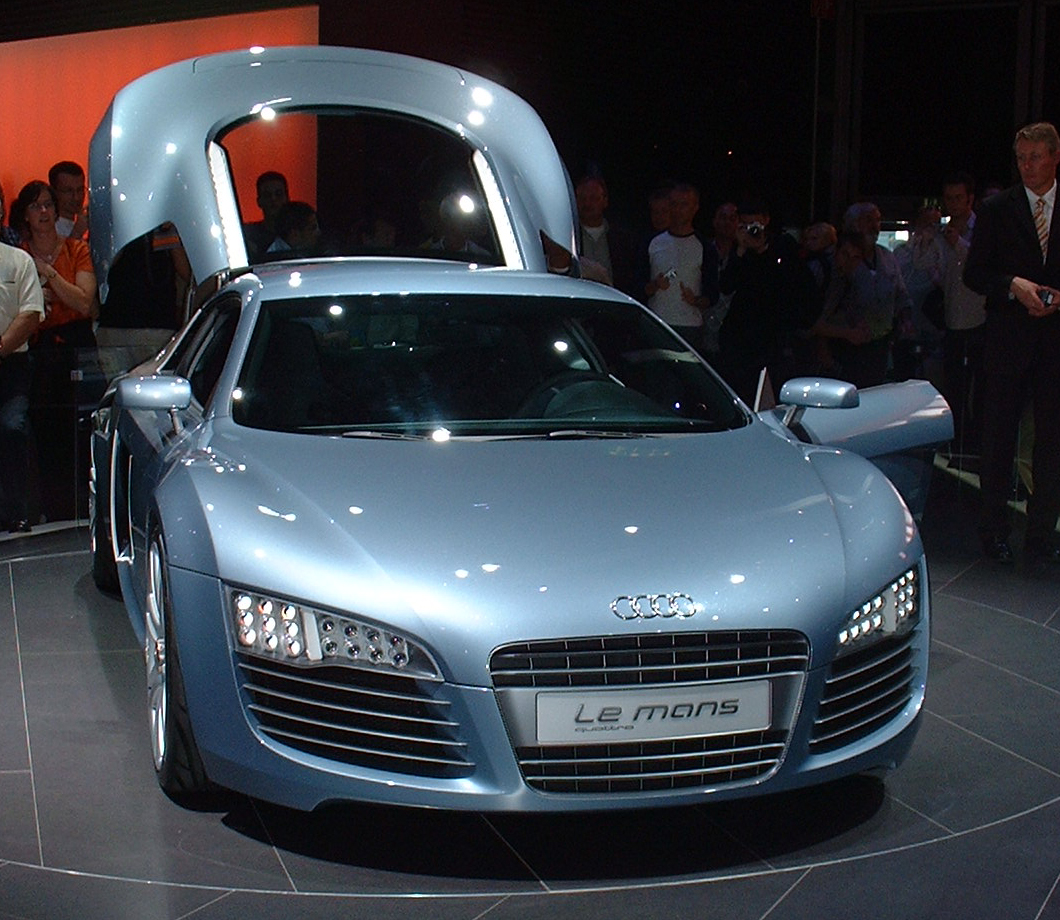
Studie Audi LeMans quattro aus dem Jahr 2003, die als Basis für den R8 diente.
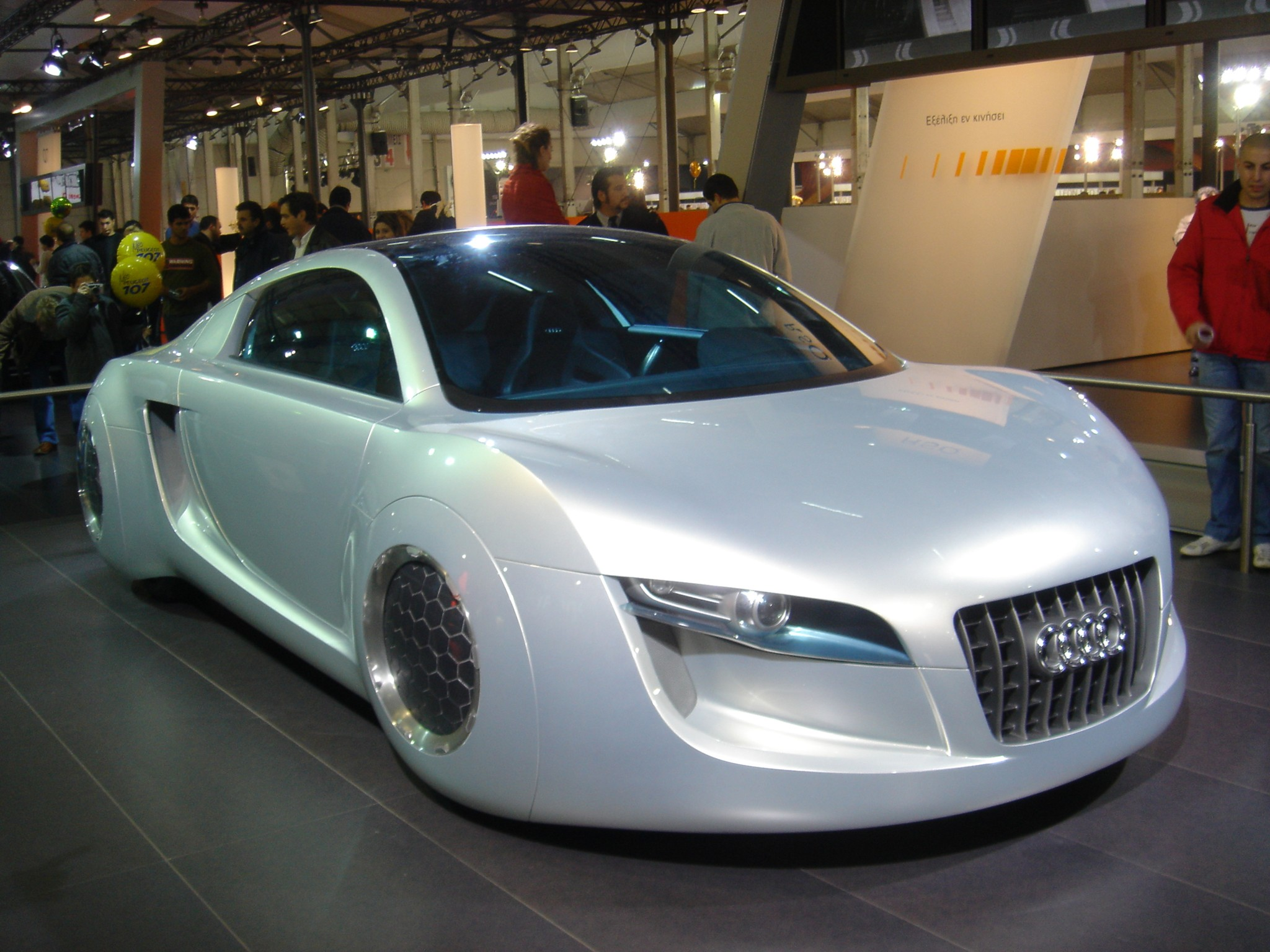
Konzeptstudie Audi RSQ aus dem Jahr 2004 für den Film I, Robot – gemeinsames Designkonzept mit dem R8

### Preis und Kraftstoffverbrauch
Der Kraftstoffverbrauch des V8-Motors soll laut Audi bei etwa 14,2 Litern pro 100 km liegen, der CO2-Ausstoß bei 332 g/km (sequentielles Schaltgetriebe R tronic: 12,4 l bzw. 289 g CO2). Der Grundpreis beträgt 113 500 Euro für das Modell mit 6-Gang-Getriebe und 118 400 Euro für die Ausstattung mit R tronic. Für den Spyder mit V8 liegt der Einstiegspreis für beide Getriebevarianten jeweils 11 300 Euro über dem des Coupés. Der V8-Spyder verbraucht 14,4 l auf 100 km (R tronic 12,6 l) und hat einen CO2-Ausstoß von 337 g (294 g).
Das R8 Coupé mit V10-Motor erhielt der Käufer ab 154 600 Euro. Der Spyder hatte einen Grundpreis von 165 900 Euro . Mit der R tronic liegt der Kraftstoffverbrauch bei 13,1 l bzw. 305 g CO2. Der Verbrauch des Spyders liegt bei beiden Getriebevarianten jeweils 0,2 Liter über dem des Coupés. Der CO2-Ausstoß liegt um jeweils 5 g pro km höher. Das Coupémodell war auch mit einer maximalen Leistung von 404 kW (550 PS) erhältlich. Der Kraftstoffverbrauch liegt bei 12,9 l/100 km bzw. 299 g CO2/km. Der Grundpreis bezifferte sich auf 173.200 Euro.
Der im Sommer 2010 erschienene und limitierte Audi R8 GT war ab einem Kaufpreis von 193.000 Euro erhältlich. Dieses nur mit R tronic erhältliche Modell wird mit einem Verbrauch von 14,4 l pro 100 km angegeben (CO2-Ausstoß 335 g).

## R8 Spyder
Im September 2009 präsentierte Audi auf der Internationalen Automobil-Ausstellung in Frankfurt das als „Spyder“ bezeichnete offene Roadster-Modell. Gegenüber der geschlossenen Variante entfallen bei diesem die als „Sideblades“ bezeichneten vertikalen Ansaugluftöffnungen im C-Säulenbereich. Stattdessen wurden in den Verdeckkasten für das Stoffverdeck zwei Lufthutzen integriert. Der komplette Verdeckkasten sowie weitere Seitenteile des Hecks sind zur Gewichtsersparnis aus kohlenstofffaserverstärktem Kunststoff (CFK) konstruiert – dadurch wiegt der Spyder nur 100 kg mehr als das Coupé.
Erhältlich war der R8 Spyder ab Mai 2010 und zunächst nur mit dem Zehnzylindermotor. Der Verkaufspreis liegt in der Grundausstattung 14 000 Euro über dem des vergleichbaren Coupés.
Ab Juli 2010 konnte der aus dem Coupé bekannte V8-Motor auch für den Spyder bestellt werden. Die Auslieferung begann im November 2010.

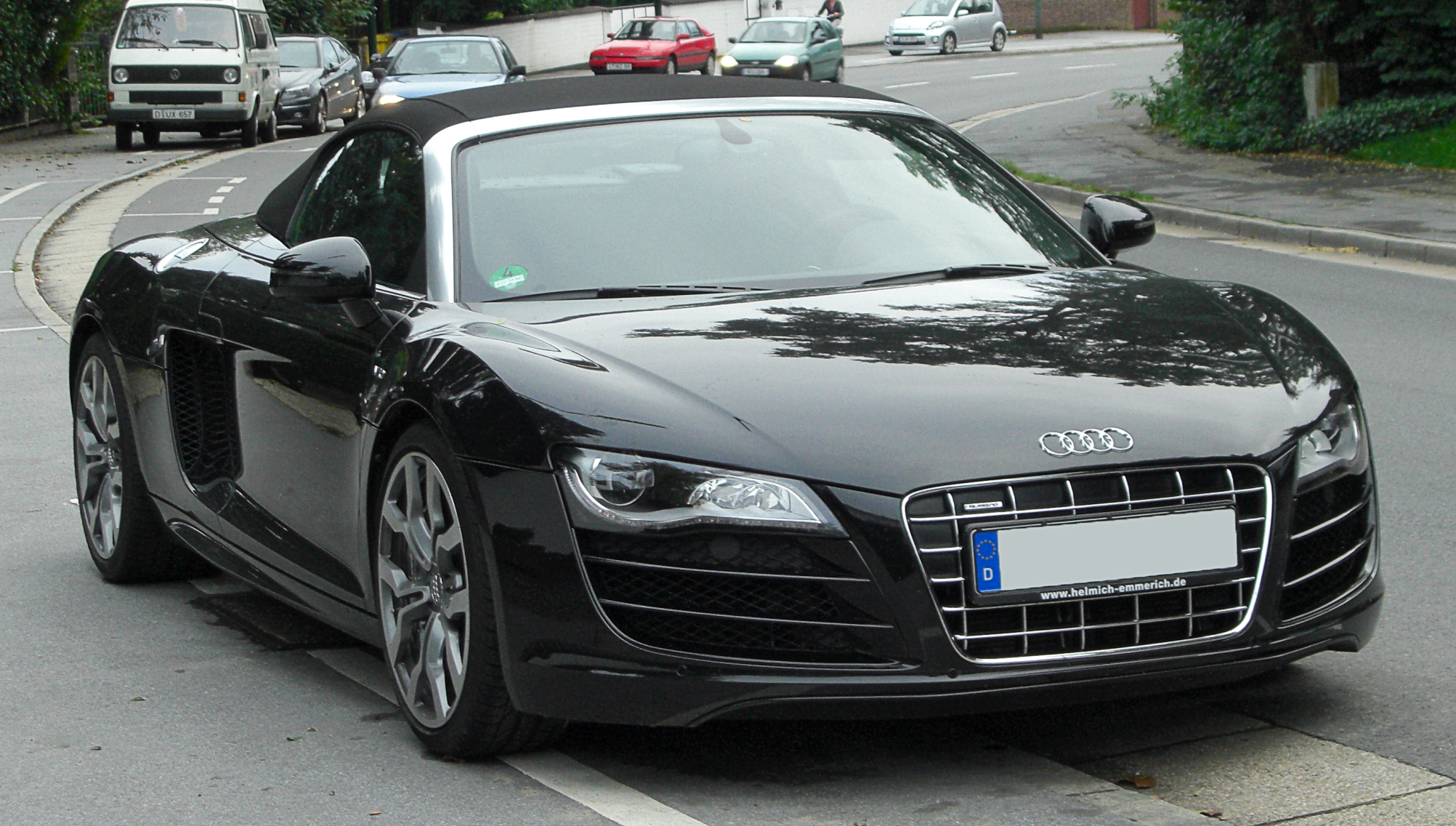
Audi R8 Spyder (2010–2012)
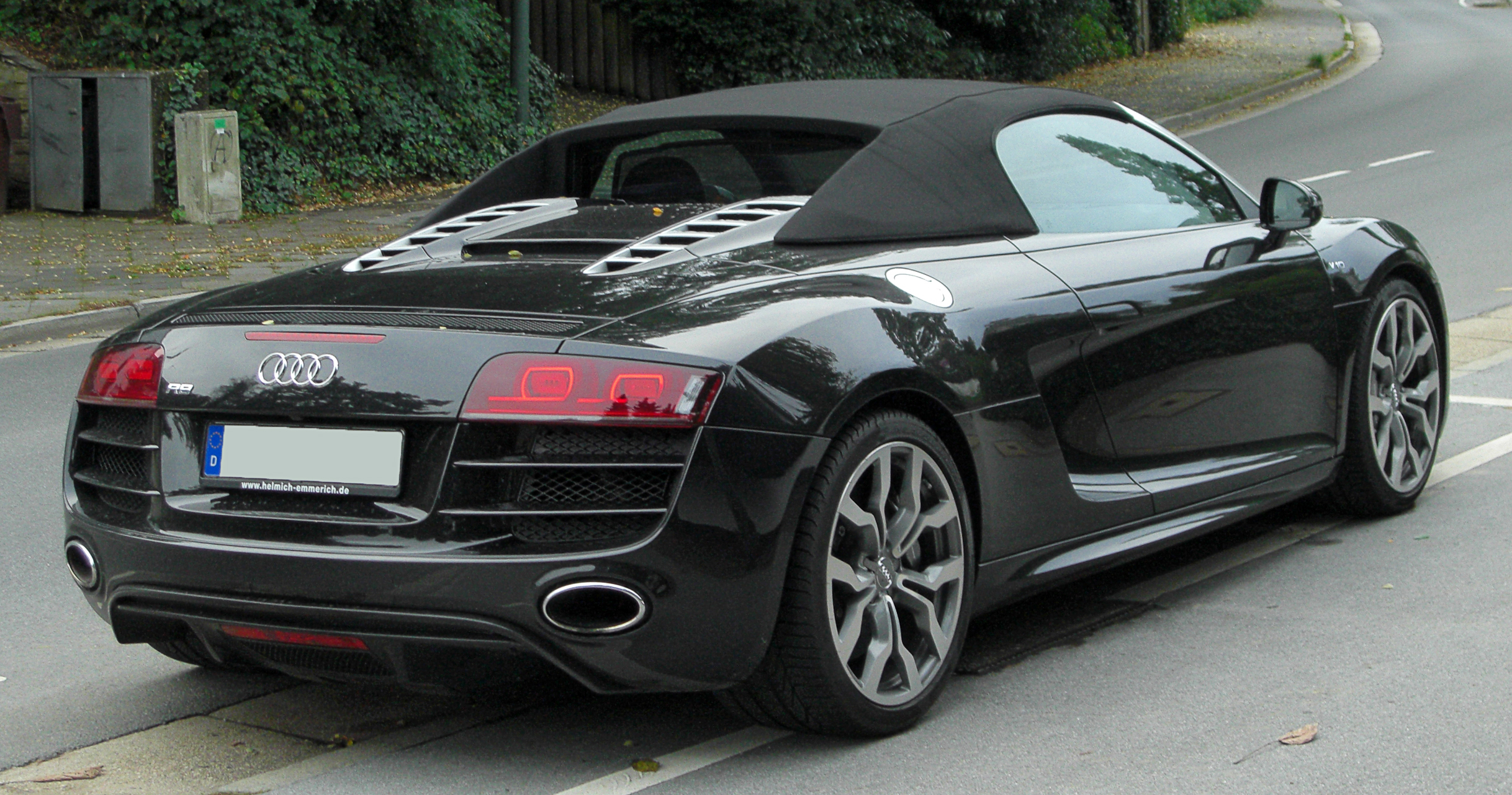
Heckansicht
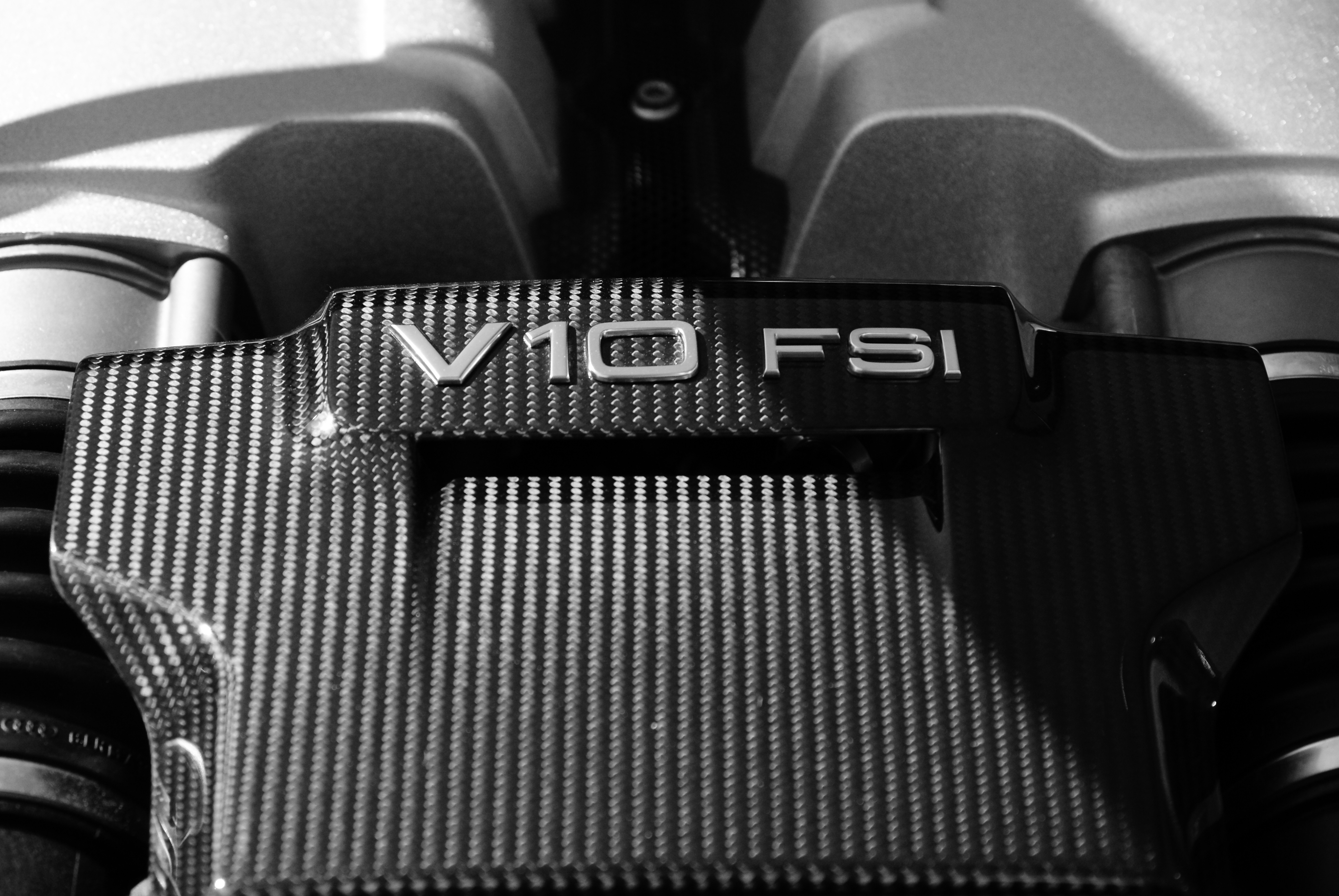
Motorraum des 5.2 FSI V10

## Modellpflege
Im Herbst 2012 erhielt der Audi R8 eine Modellpflege. 
Dabei entfielen die Xenon-Scheinwerfer, stattdessen erhielten alle Modelle nun serienmäßig LED-Scheinwerfer und neu gestaltete Rückleuchten. Der Single-Frame-Kühlergrill wurde optisch an andere Audi-Modelle angepasst. Zusätzlich sind die Querstreben in der Frontstoßstange, je nach Motorvariante, in schwarz oder chrom lackiert. Die Endrohre der V8- und V10-Modelle sind nun identisch (je ein Endrohr links und rechts) – lediglich beim V10 plus sind diese schwarz lackiert.

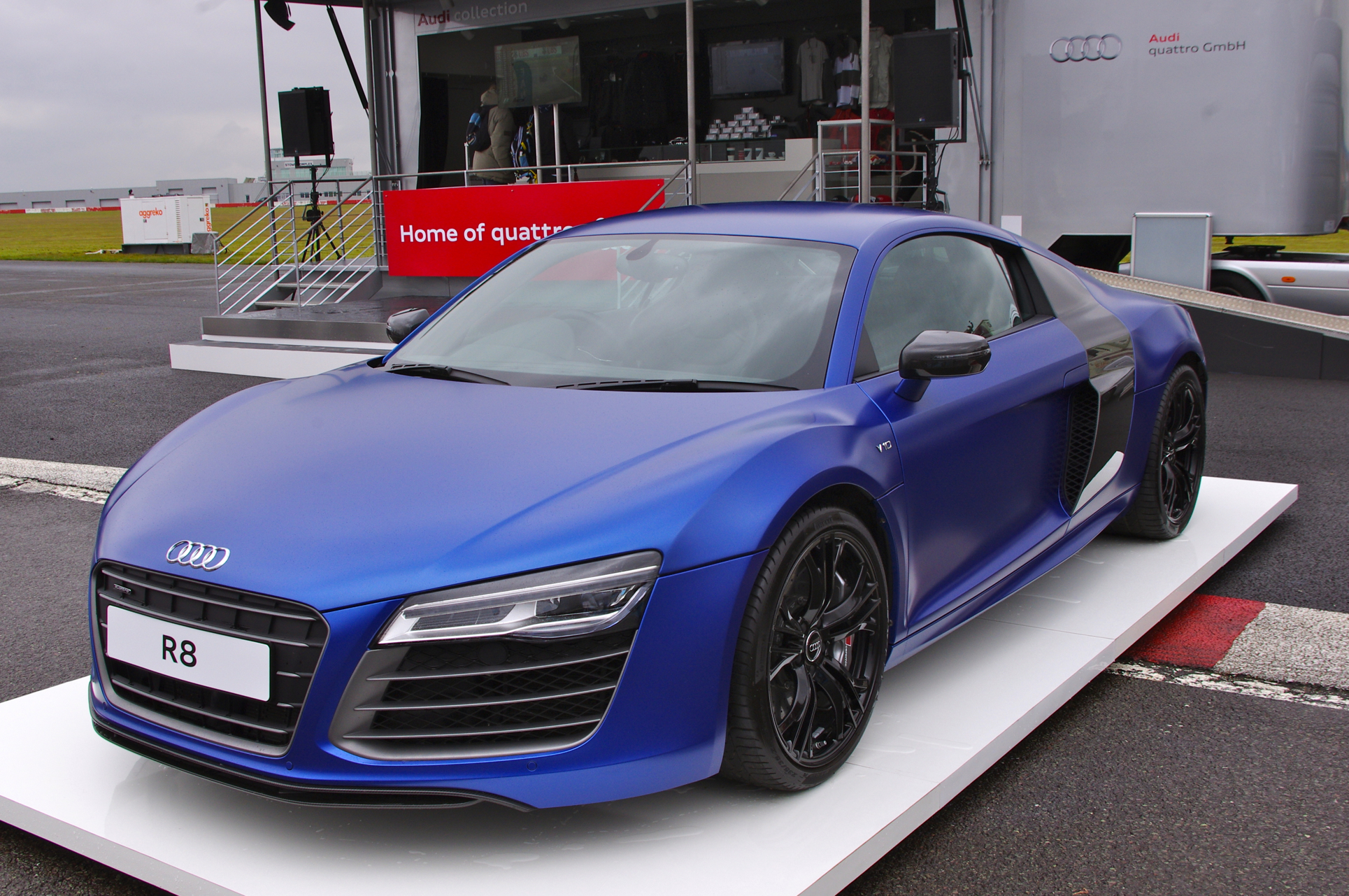
Audi R8 V10 Coupé (2012–2015)
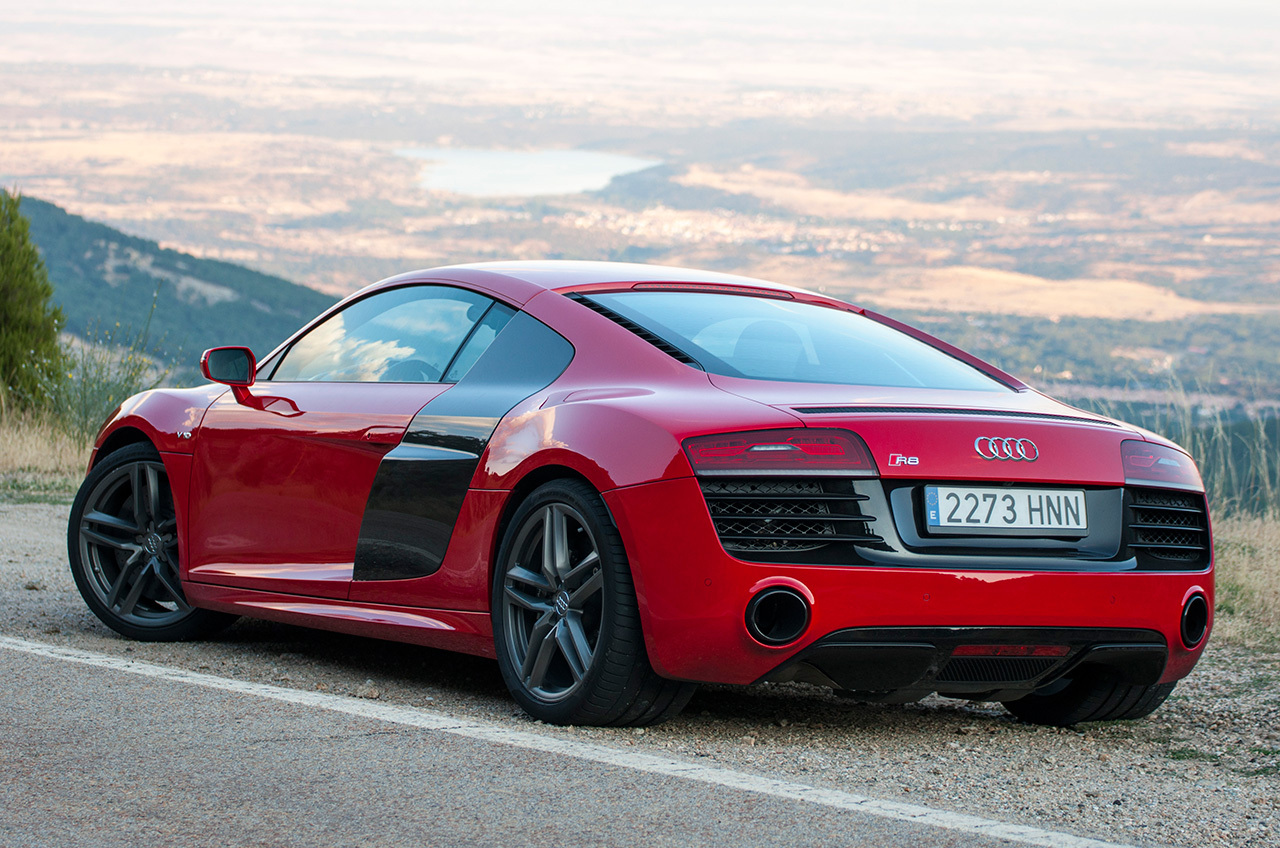
Heckansicht
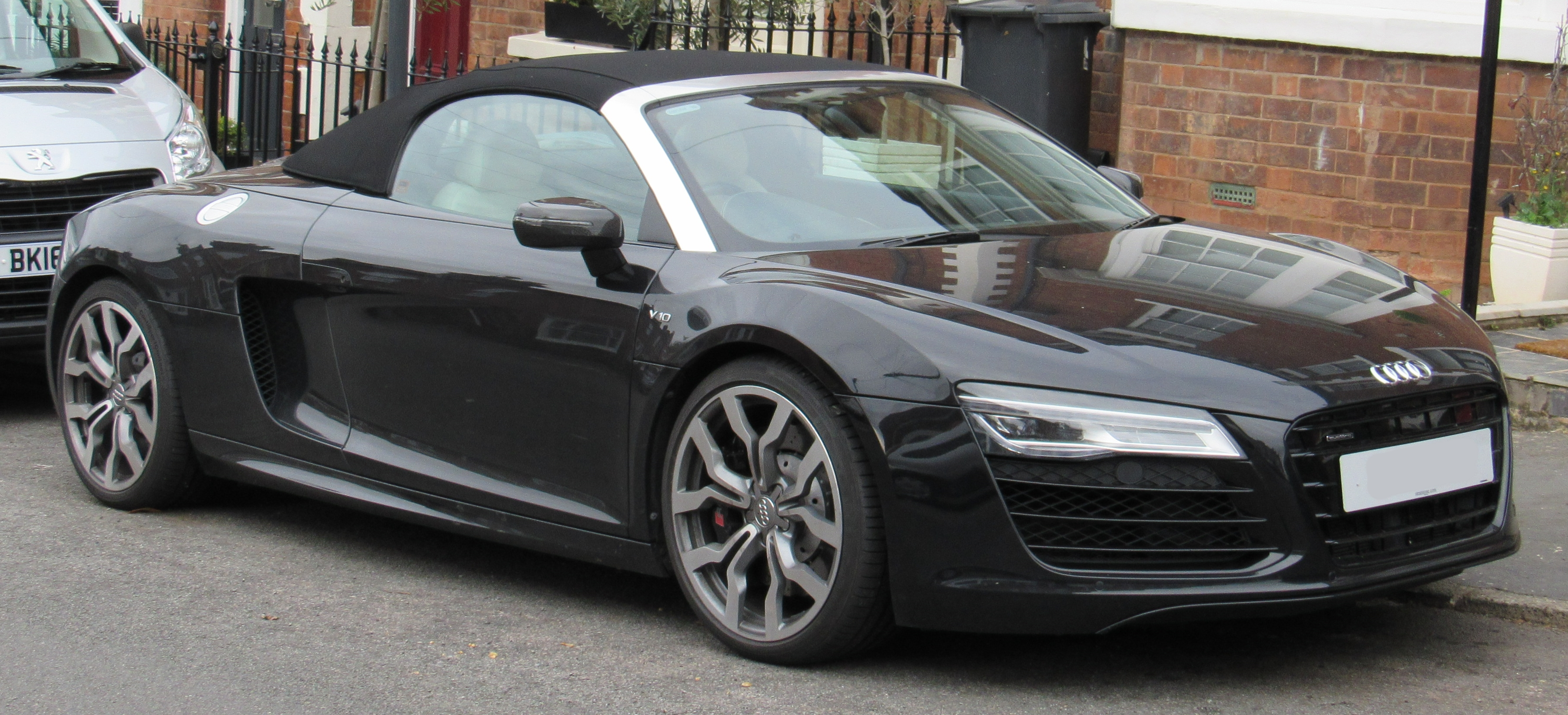
Audi R8 V10 Spyder (2012–2015)
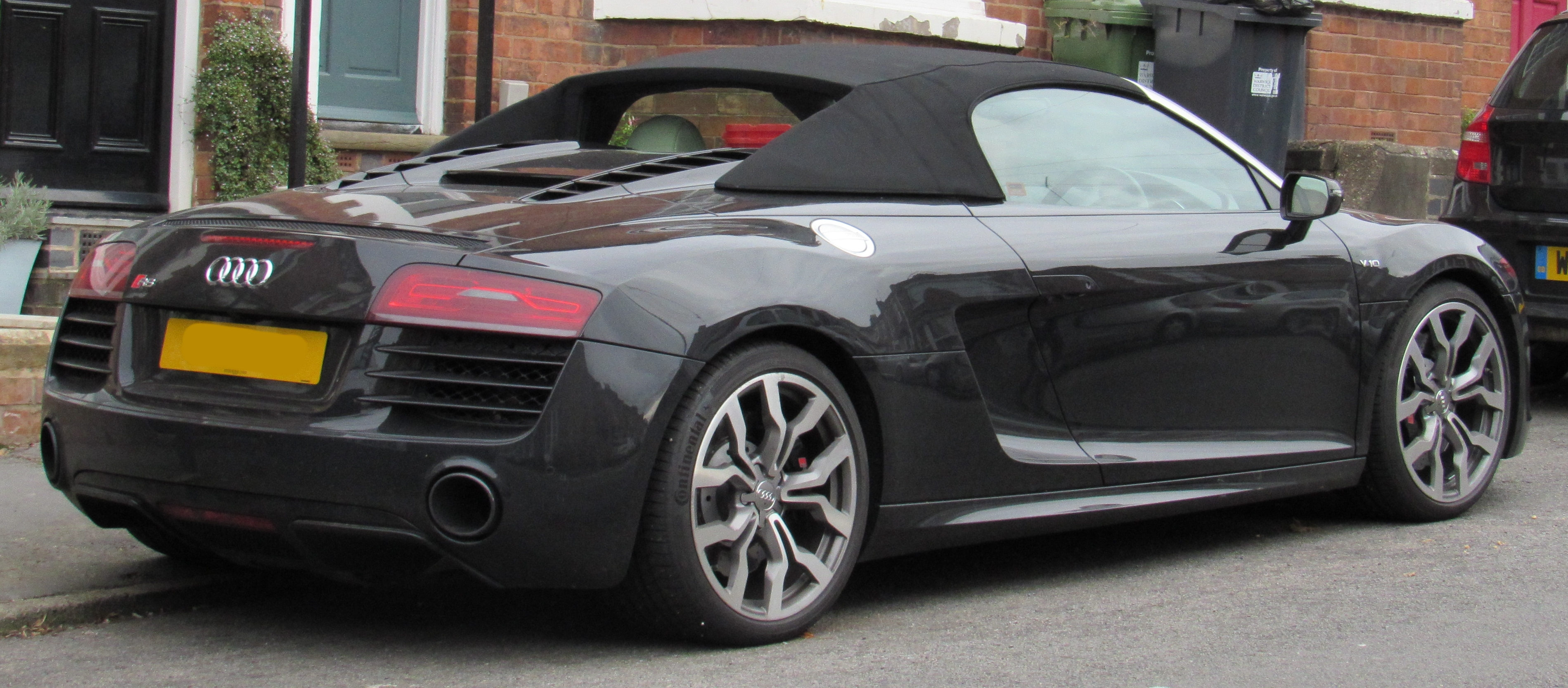
Heckansicht

## Weitere Modelle

### R8GT Coupé
Im Mai 2010 erschien der auf 333 Stück limitierte und nur als Coupé erhältliche R8 GT. Neben dem um 26 kW (35 PS) leistungsgesteigerten V10-Motor wurde das Fahrzeug um 100 kg leichter und ist durch das optionale „Race-Paket“, welches einen Überrollbügel, Schroth-Vierpunktgurte, Feuerlöscher und Batterie-Notausschalter beinhaltet, auch für den Einsatz auf der Rennstrecke geeignet. Zur Serienausstattung beim GT-Modell gehören unter anderem das sequentielle 6-Gang-Schaltgetriebe (mit aufgedruckter Fahrzeugnummer auf der Schalthebeloberseite), Keramikbremsscheiben und Schalensitze. Äußerlich hebt sich der GT durch eine optimierte und geänderte Karosserie ab.
Das GT Coupé war ab 193 000 Euro erhältlich.

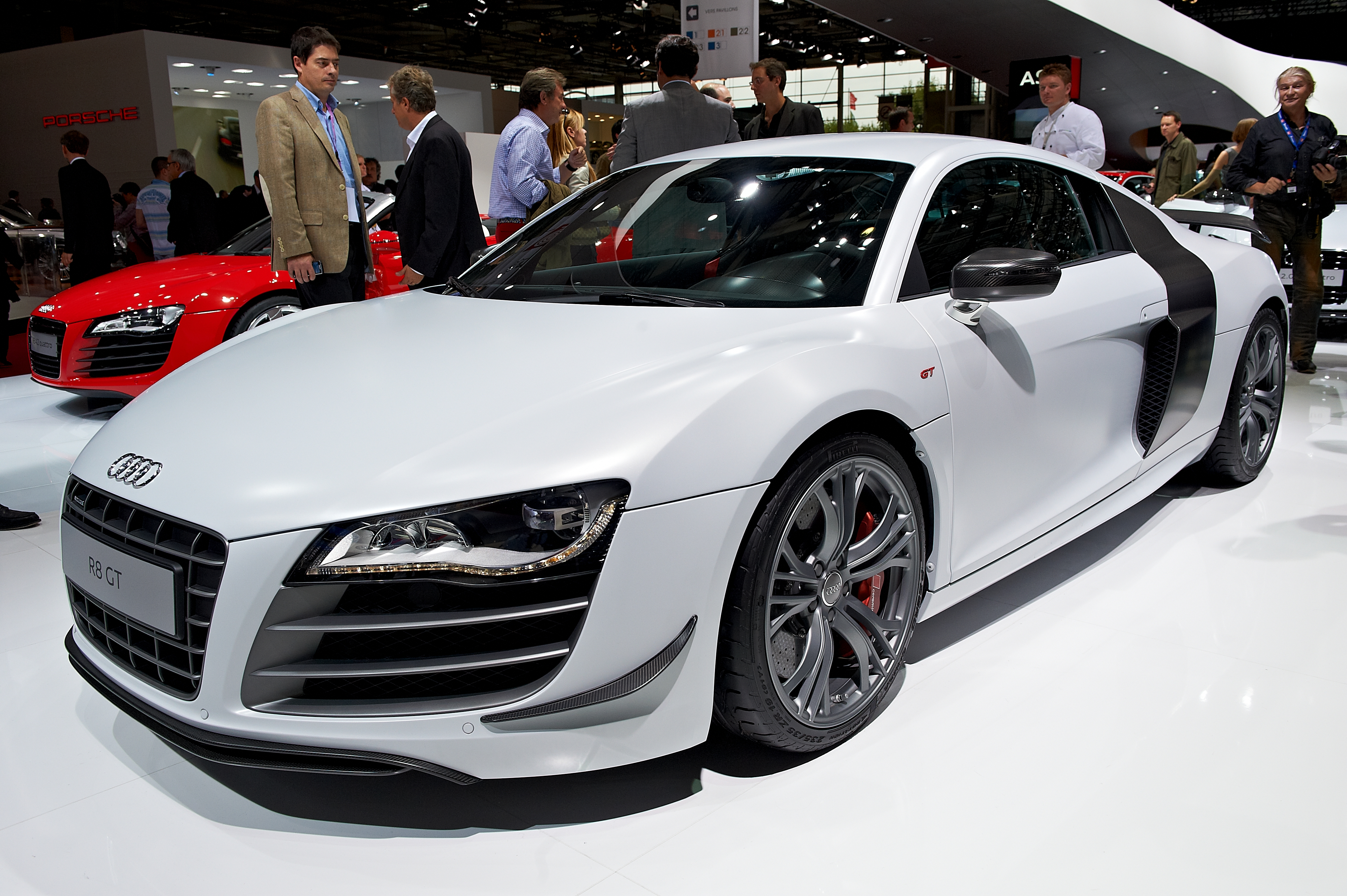
Audi R8 GT (2010)

### R8GT Spyder
Im Sommer 2011 kam nach dem R8 GT Coupé auch der GT Spyder auf den Markt.
Der Spyder verfügt über die gleiche Antriebseinheit wie die Coupé-Version. Der GT Spyder ist 155 Kilogramm leichter als der V10 Spyder. Die Gewichtsreduzierung wurde durch die Nutzung von carbonfaser- (CFK) und glasfaserverstärktem Kunststoff (GFK) möglich.
Wie das R8 GT Coupé wurde auch der GT Spyder nur 333-mal gebaut.

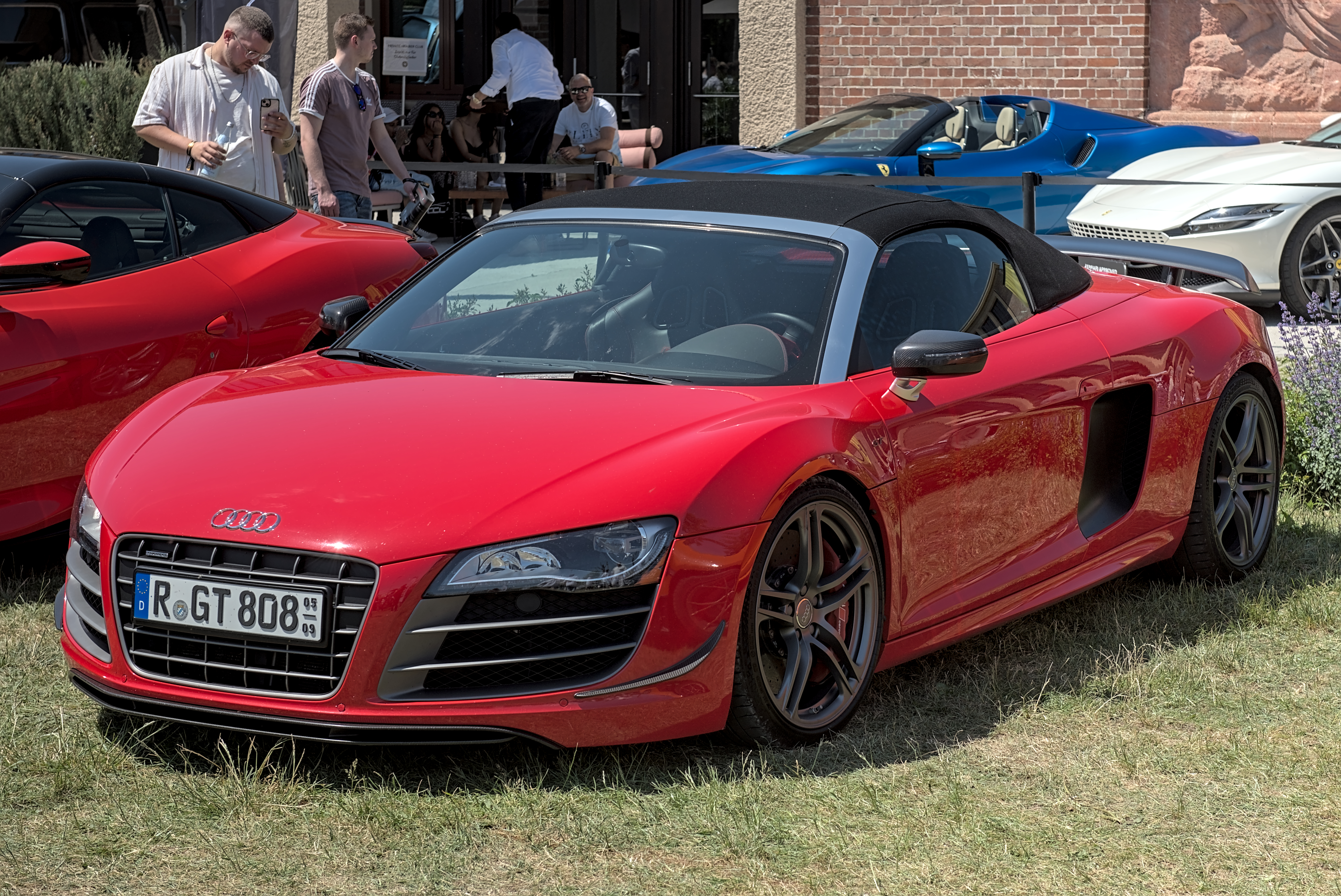
Audi R8 GT Spyder (2011)
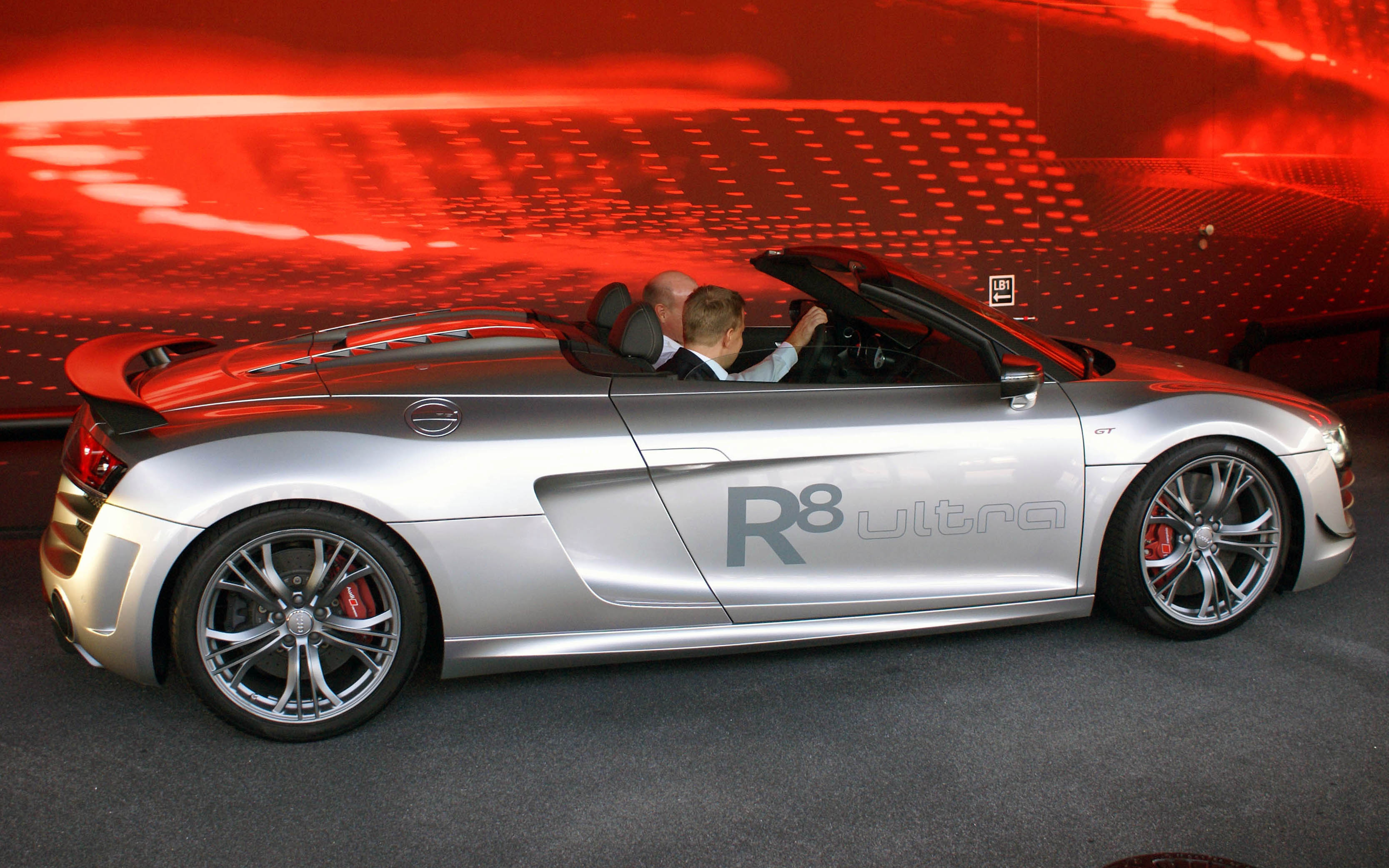
Seitenansicht

### R8 V12 TDI concept
Auf der Detroit Motor Show war Anfang 2008 erstmals ein R8 mit 6,0-Liter-V12-Dieselmotor als Konzeptfahrzeug zu sehen. Wie beim V8-Ottomotor ist auch der 16,6 cm längere Dieselmotor mit klassischem 60°-Zylinderwinkel hinter dem Fahrer eingebaut. Die Studie soll Audis Dieseltechnologie TDI, die sich im Le-Mans-Rennprototyp R10 TDI erfolgreich durchgesetzt hat, nun auch im Straßensportwagen R8 etablieren. Der Dieselmotor mit TDI-Technologie leistet maximal 368 kW (500 PS) und hat eine maximales Drehmoment von 1000 Nm, das zwischen 1750 und 3000 Umdrehungen pro Minute zur Verfügung steht. Damit soll der Diesel-R8 innerhalb von 4,2 Sekunden von 0 auf 100 km/h beschleunigen, 0,4 Sekunden schneller als das Fahrzeug mit dem V8-Ottomotor. Die Höchstgeschwindigkeit soll von 301 km/h mit dem Ottomotor auf etwa 325 km/h anwachsen.
Der Verbrauch des Dieselmotors soll hingegen deutlich unter dem der Ottomotoren liegen. Audi gibt an, dass er im EU-Drittelmix unter 10 l/100 km liegt. Zudem soll eine für ein Konzeptfahrzeug ungewöhnlich umfassende Abgasnachbehandlung den Diesel noch sauberer machen: Der R8 V12 TDI verfügt über zwei Partikelfilter und die sogenannte Clean-Diesel-Technologie, die – wie die Bluetec-Technologie von Daimler – den Stickoxidgehalt der Abgase deutlich verringern soll. Damit sollte der R8 die 2014 in Kraft getretene Euro-6-Abgasnorm erfüllen.
Auch optisch wurde das Dieselmodell überarbeitet: Größere, markantere Lufteinlässe an der Front, im unteren Bereich vergrößerte „Sideblades“, eine Heckpartie mit vergrößerten Luftauslässen und vier eckigen Auspuffrohren lassen den R8 insgesamt noch „bulliger“ wirken.
Im Jahr 2009 gab Audi bekannt, den R8 V12 TDI nicht in Serie zu produzieren.

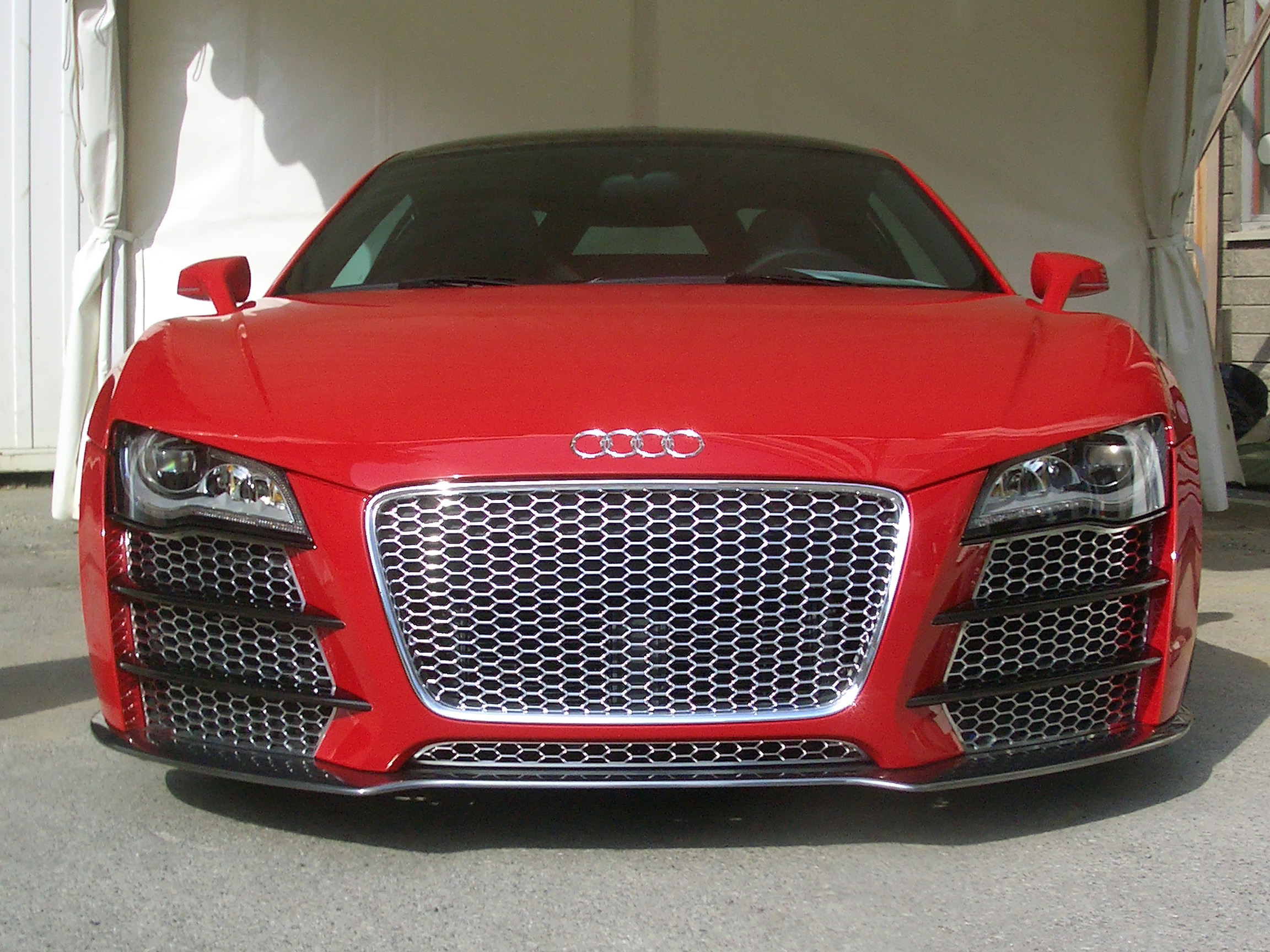
Audi R8 V12 TDI
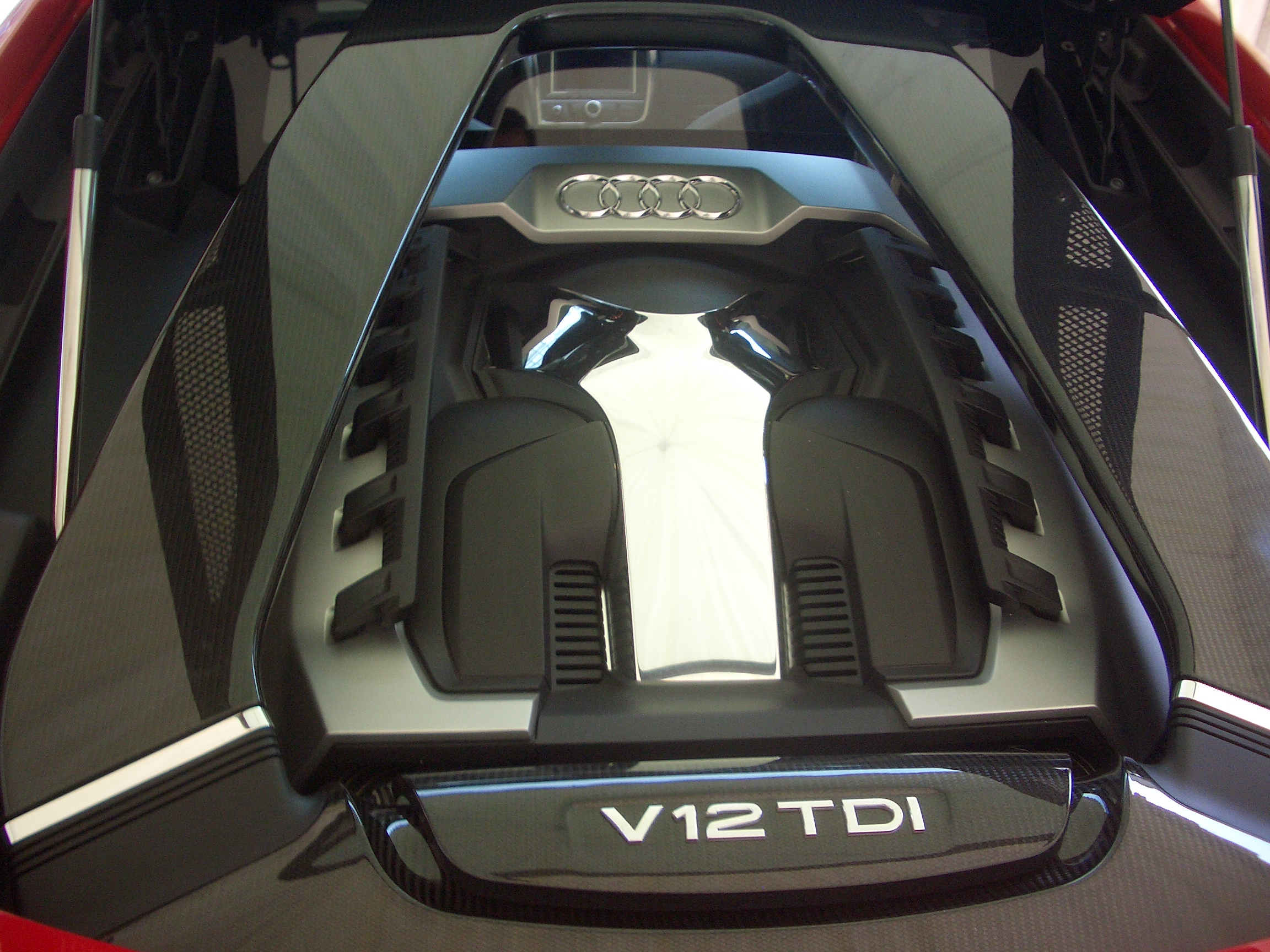
Motorraum

### R8 LMS
Im Sommer 2008 stellte Audi Sport den Audi R8 LMS (intern R16) vor, eine Rennversion des Audi R8. Dieser ab 2009 im Renneinsatz befindliche Rennwagen ist nach dem Reglement der FIA GT3 aufgebaut und weicht an einigen Stellen vom Serienwagen ab. So wurde reglementsbedingt ein Hinterradantrieb erforderlich (Allradantrieb ist nicht erlaubt), ein größerer Heckflügel wurde montiert und auch die Front verändert.
Die Leistung von über 368 kW (500 PS) wird über ein sequentielles Sechsgang-Sportgetriebe übertragen. In dem serienmäßigen Getriebegehäuse findet ein sequentielles, unsynchronisiertes, geradeverzahntes Getriebe mit Rennzahnradsatz Platz, den Holinger fertigt. Die Schaltung wird mit Schaltwippen am Lenkrad elektronisch betätigt, der Gangwechsel erfolgt pneumatisch durch einen Aktor am Getriebe. Die Steuergeräte von Motor und Schaltung koordinieren dabei den Gangwechsel und den nötigen Zwischengasstoß automatisch. Der Audi R8 LMS hat keine Straßenzulassung.
2012 erschien der Nachfolger des Audi R8 LMS, der Audi R8 LMS ultra. Dieser ist 40 kg leichter und 7 kW leistungsfähiger als das stärkste Modell des Vorgängers.

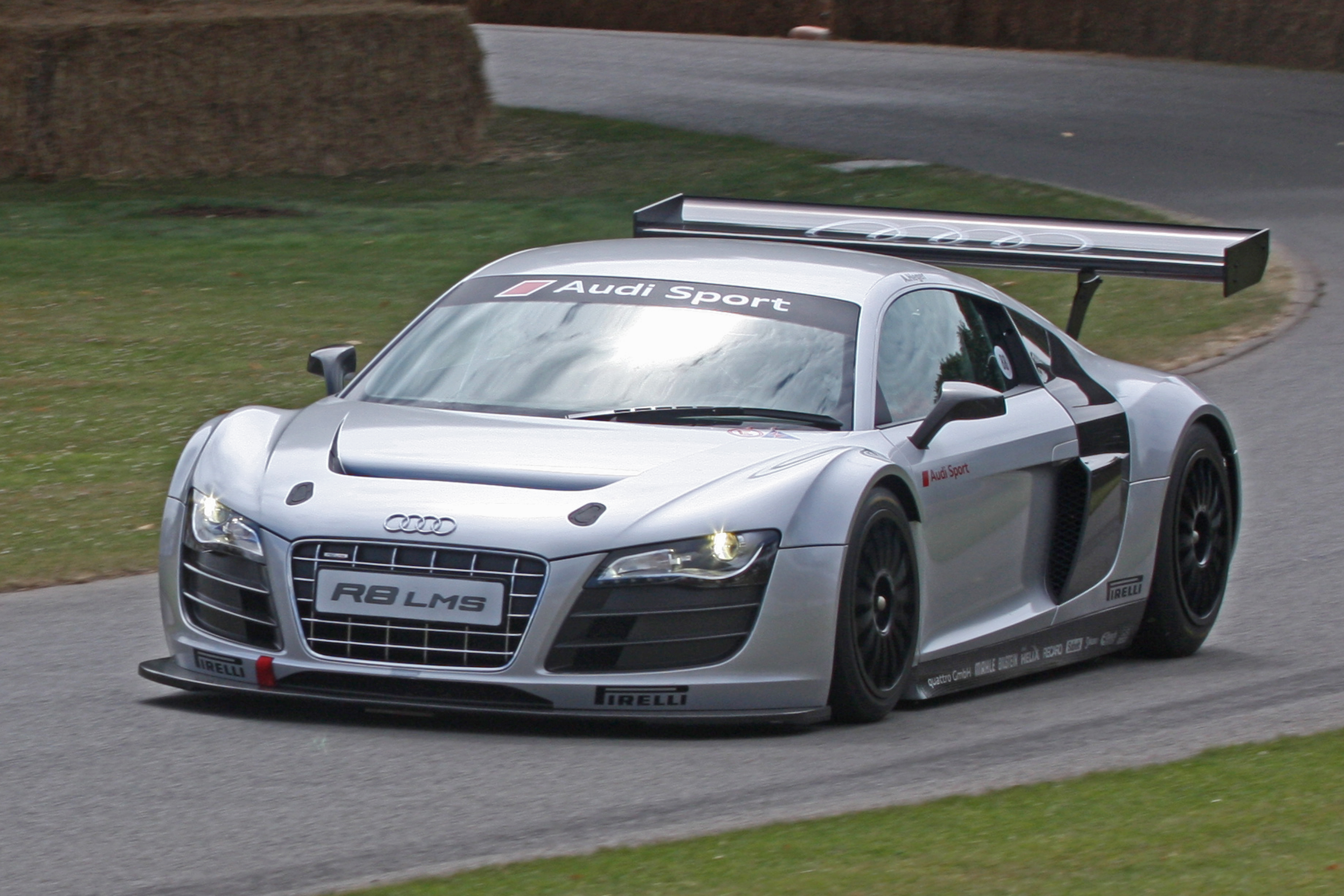
Audi R8 LMS GT3 (2009)
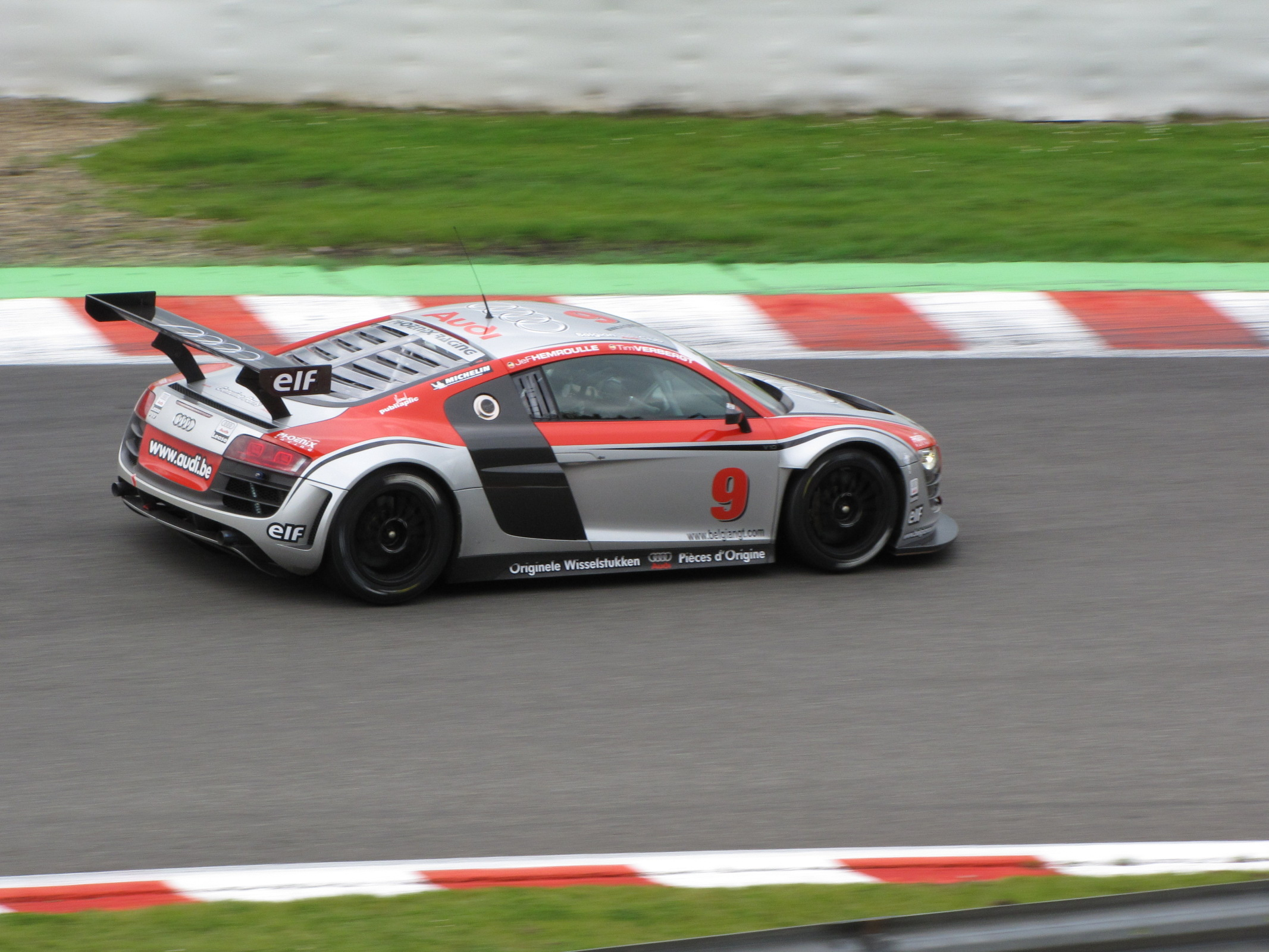
Audi R8 LMS in der belgischen GT-Meisterschaft (ehemals Belcar)
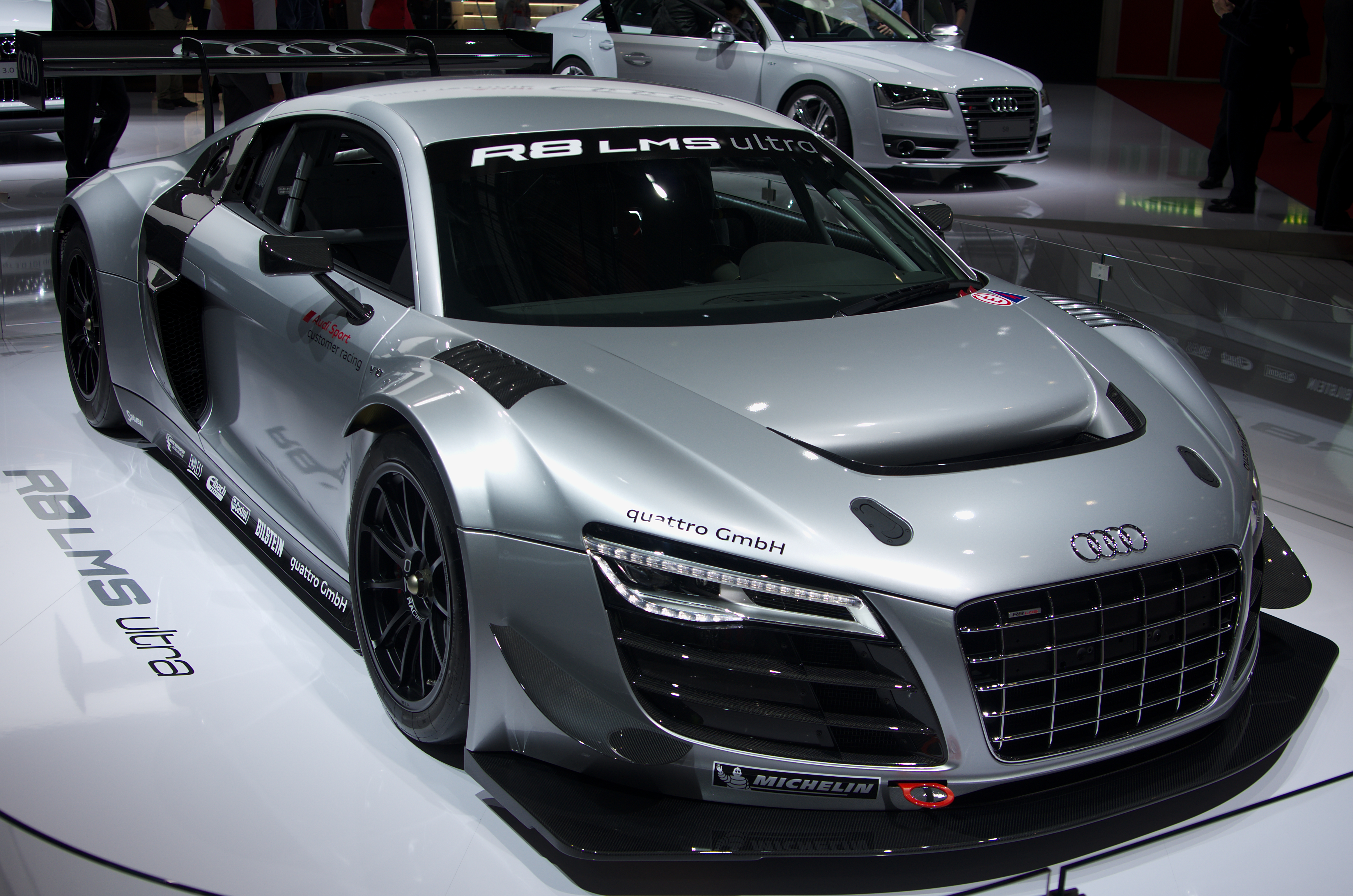
Audi R8 LMS ultra beim Genfer Automobilsalon 2013

### R8e-tron
Ende 2012 sollte der R8 e-tron – eine Variante mit zwei Elektromotoren – erscheinen. Die Elektromotoren sollten zusammen 280 kW (381 PS) leisten und 820 Nm Drehmoment bereitstellen. Im November 2012 legte Audi die Produktion dieses Fahrzeugs jedoch auf Eis, ohne je ein Fahrzeug an einen Kunden ausgeliefert zu haben. Audi gab an, dass der Zulieferer der Batterie die Schuld an der fehlenden technischen Serienreife des Fahrzeugs trug.
Eine Besonderheit des Fahrzeugs bestand darin, dass wegen der fehlenden Heckscheibe ein digitaler Innenspiegel zum Einsatz kommt. Dabei liefert eine winzige Kamera hochauflösende Bilder vom Bereich hinter dem Wagen, die auf einem Display mit 7,7 Zoll Bildschirmdiagonale wiedergegeben werden.

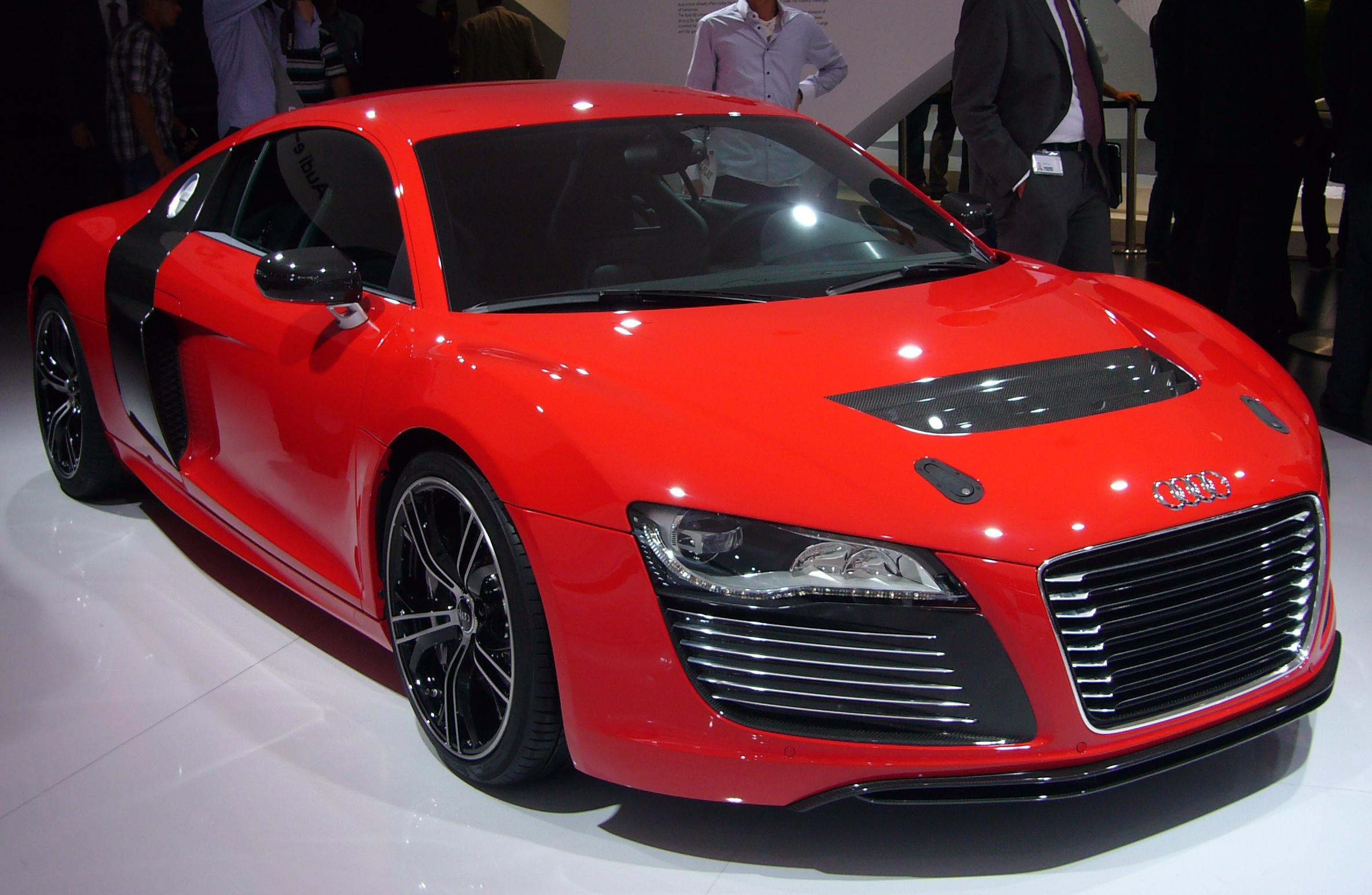
Audi R8 e-tron

### R8 V10 plus
Ebenfalls 2012 wurde als Nachfolger des R8 GT der R8 V10 plus vorgestellt. Die maximale Leistung wurde hier gegenüber dem V10-Modell um 18 kW auf 404 kW (550 PS) angehoben. Weitere optische Änderungen sind Voll-LED-Scheinwerfer, dynamische Blinker sowie kleinere Modifikationen am Cockpit oder in der Schürze. Dazu gab es für den neuen R8 V10 plus ein neues S-tronic-Getriebe, das mit sieben Fahrstufen für noch schnellere und fast ruckfreie Gangwechsel sorgt. Ebenfalls neu ist die um 12 kg leichtere Keramikbremse, die mit einigen anderen Änderungen zu einer Gewichtsersparnis von 50 kg auf nun 1670 kg führt.
Der Audi R8 V10 plus startete bei 173 200 Euro.

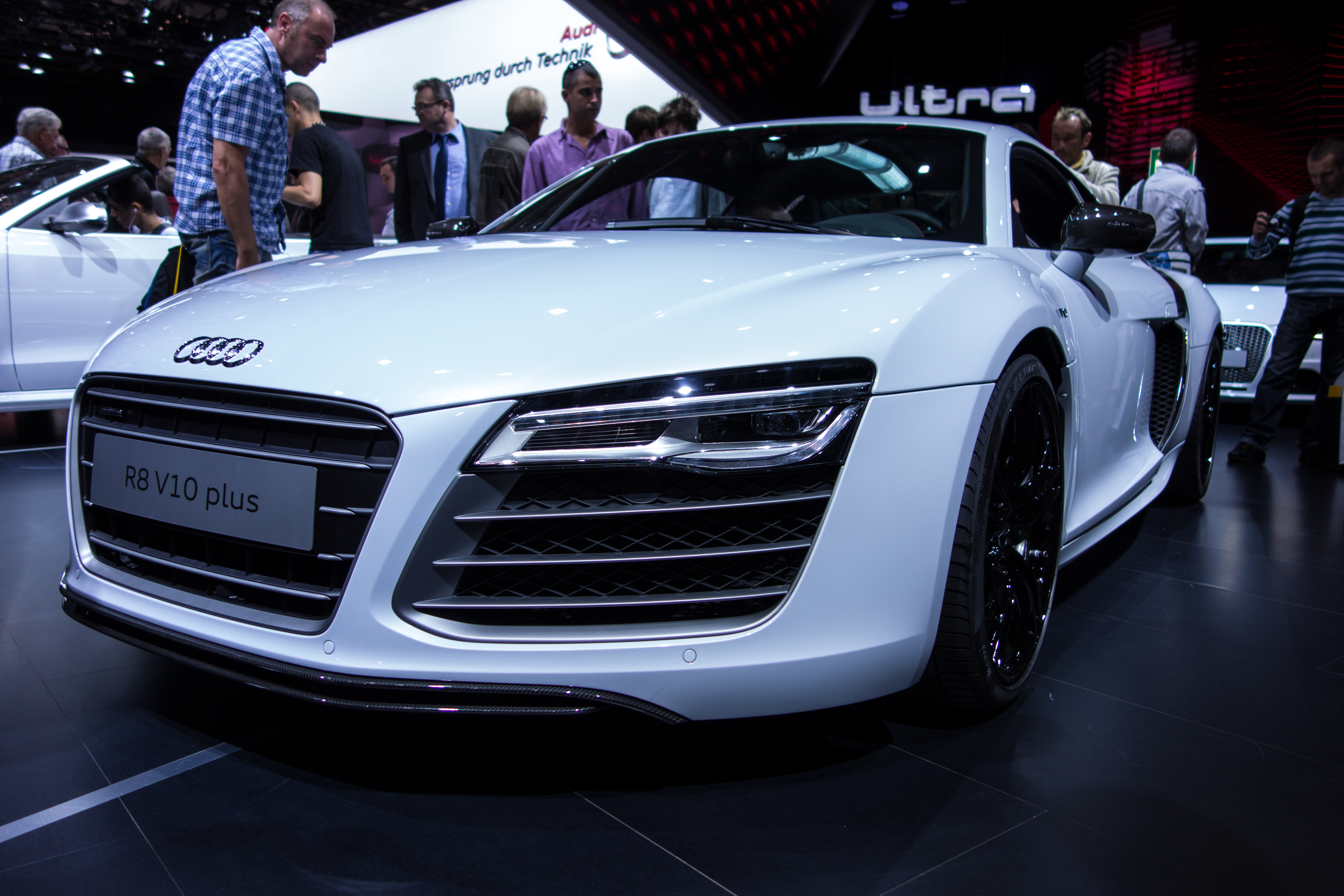
Der R8 V10 plus auf dem Pariser Autosalon, 2012

### R8 LMX
Das auf 99 Exemplare limitierte Editionsmodell Audi R8 LMX hat einen 5,2-Liter-V10-FSI-Motor mit maximal 419 kW (570 PS). Er ist einer der ersten Serienwagen der Welt, der mit eingebautem Laser-Fernlicht in den Verkauf geht. Dabei sind die LED-Frontscheinwerfer mit je einem Laser-Spot ausgerüstet, der bei eingeschaltetem Fernlicht ab einer Geschwindigkeit von 60 km/h aktiv wird. Der Lichtkegel der neuen LED-Laser-Lichtkombination hat die doppelte Leuchtweite eines normalen Voll‑LED‑Scheinwerfers. Der Durchmesser des blauen Laserstrahls mit 450 Nanometer Wellenlänge beträgt 0,3 mm. Das blaue Laserlicht wird mithilfe eines Leuchtstoffs in weißes Licht mit einer Farbtemperatur von 5500 Kelvin umgewandelt. Der Audi R8 LMX kam im Sommer 2014 in Deutschland für 210 000 Euro auf den Markt.

## Technische Daten
| Modell                                         | Audi R8 4.2 FSI quattro                                                   | Audi R8 4.2 FSI quattro                                                                                 | Audi R8 4.2 FSI quattro                                                                                 | Audi R8 5.2 FSI quattro                                                                                 | Audi R8 5.2 FSI quattro                                                                                 | Audi R8 V10 Plus                                                          | Audi R8 GT                                                                | Audi R8 GT                                                                | Audi R8 LMX                                                               | Audi R8 LMX |
| ---------------------------------------------- | ------------------------------------------------------------------------- | --- | --- | --- | --- | ------------------------------------------------------------------------- | ------------------------------------------------------------------------- | ------------------------------------------------------------------------- | ------------------------------------------------------------------------- | ----------- |
| Variante                                       | Coupé (bis 07/2010)                                                       | Coupé (ab 07/2010)                                                                                      | Spyder                                                                                                  | Coupé                                                                                                   | Spyder                                                                                                  | Coupé                                                                     | Coupé                                                                     | Spyder                                                                    | Coupé                                                                     |             |
| Motorart                                       | Ottomotor                                                                 | Ottomotor                                                                                               | Ottomotor                                                                                               | Ottomotor                                                                                               | Ottomotor                                                                                               | Ottomotor                                                                 | Ottomotor                                                                 | Ottomotor                                                                 | Ottomotor                                                                 |             |
| Motorbauart                                    | V8                                                                        | V8 | V8 | V10 | V10 | V10                                                                       | V10                                                                       | V10                                                                       | V10                                                                       |             |
| Gemischaufbereitung                            | Benzindirekteinspritzung                                                  | Benzindirekteinspritzung                                                                                | Benzindirekteinspritzung                                                                                | Benzindirekteinspritzung                                                                                | Benzindirekteinspritzung                                                                                | Benzindirekteinspritzung                                                  | Benzindirekteinspritzung                                                  | Benzindirekteinspritzung                                                  | Benzindirekteinspritzung                                                  |             |
| Einbaulage                                     | Mittelmotor längs                                                         | Mittelmotor längs                                                                                       | Mittelmotor längs                                                                                       | Mittelmotor längs                                                                                       | Mittelmotor längs                                                                                       | Mittelmotor längs                                                         | Mittelmotor längs                                                         | Mittelmotor längs                                                         | Mittelmotor längs                                                         |             |
| Hubraum                                        | 4163 cm³                                                                  | 4163 cm³                                                                                                | 4163 cm³                                                                                                | 5204 cm³                                                                                                | 5204 cm³                                                                                                | 5204 cm³                                                                  | 5204 cm³                                                                  | 5204 cm³                                                                  | 5204 cm³                                                                  |             |
| Bohrung × Hub                                  | 84,5 mm × 92,8 mm                                                         | 84,5 mm × 92,8 mm                                                                                       | 84,5 mm × 92,8 mm                                                                                       | 84,5 mm × 92,8 mm                                                                                       | 84,5 mm × 92,8 mm                                                                                       | 84,5 mm × 92,8 mm                                                         | 84,5 mm × 92,8 mm                                                         | 84,5 mm × 92,8 mm                                                         | 84,5 mm × 92,8 mm                                                         |             |
| Verdichtung                                    | 12,5 : 1                                                                  | 12,5 : 1                                                                                                | 12,5 : 1                                                                                                | 12,5 : 1                                                                                                | 12,5 : 1                                                                                                | 12,5 : 1                                                                  | 12,5 : 1                                                                  | 12,5 : 1                                                                  | 12,5 : 1                                                                  |             |
| max. Leistung bei min−1                        | 309 kW (420 PS) bei 7800                                                  | 316 kW (430 PS) bei 7900                                                                                | 316 kW (430 PS) bei 7900                                                                                | 386 kW (525 PS) bei 8000                                                                                | 386 kW (525 PS) bei 8000                                                                                | 404 kW (550 PS) bei 8000                                                  | 412 kW (560 PS) bei 8000                                                  | 412 kW (560 PS) bei 8000                                                  | 419 kW (570 PS) bei 8000                                                  |             |
| max. Drehmoment bei min−1                      | 430 Nm bei 4500–6000                                                      | 430 Nm bei 4500–6000                                                                                    | 430 Nm bei 4500–6000                                                                                    | 530 Nm bei 6500                                                                                         | 530 Nm bei 6500                                                                                         | 540 Nm bei 6500                                                           | 540 Nm bei 6500                                                           | 540 Nm bei 6500                                                           | 540 Nm bei 6500                                                           |             |
| Ventilsteuerung                                | DOHC: zwei obenliegende Nockenwellen je Zylinderbank                      | DOHC: zwei obenliegende Nockenwellen je Zylinderbank                                                    | DOHC: zwei obenliegende Nockenwellen je Zylinderbank                                                    | DOHC: zwei obenliegende Nockenwellen je Zylinderbank                                                    | DOHC: zwei obenliegende Nockenwellen je Zylinderbank                                                    | DOHC: zwei obenliegende Nockenwellen je Zylinderbank                      | DOHC: zwei obenliegende Nockenwellen je Zylinderbank                      | DOHC: zwei obenliegende Nockenwellen je Zylinderbank                      | DOHC: zwei obenliegende Nockenwellen je Zylinderbank                      |             |
| Ventile pro Zylinder                           | 4                                                                         | 4 | 4 | 4 | 4 | 4                                                                         | 4                                                                         | 4                                                                         | 4                                                                         |             |
| Antriebsart                                    | Permanenter Allradantrieb                                                 | Permanenter Allradantrieb                                                                               | Permanenter Allradantrieb                                                                               | Permanenter Allradantrieb                                                                               | Permanenter Allradantrieb                                                                               | Permanenter Allradantrieb                                                 | Permanenter Allradantrieb                                                 | Permanenter Allradantrieb                                                 | Permanenter Allradantrieb                                                 |             |
| Getriebe, Serie                                | 6-Gang-Schaltgetriebe                                                     | 6-Gang-Schaltgetriebe                                                                                   | 6-Gang-Schaltgetriebe                                                                                   | 6-Gang-Schaltgetriebe                                                                                   | 6-Gang-Schaltgetriebe                                                                                   | 7-Stufen-Doppelkupplungsgetriebe (1)                                      | automatisiertes sequentielles 6-Gang-Schaltgetriebe (2)                   | automatisiertes sequentielles 6-Gang-Schaltgetriebe (2)                   | 7-Stufen-Doppelkupplungsgetriebe (1)                                      |             |
| Getriebe, optional                             | [automatisiertes, sequentielles 6-Gang-Schaltgetriebe] (2)                | [automatisiertes, sequentielles 6-Gang-Schaltgetriebe] (2) (3) 7-Stufen-Doppelkupplungsgetriebe (1) (4) | [automatisiertes, sequentielles 6-Gang-Schaltgetriebe] (2) (3) 7-Stufen-Doppelkupplungsgetriebe (1) (4) | [automatisiertes, sequentielles 6-Gang-Schaltgetriebe] (2) (3) 7-Stufen-Doppelkupplungsgetriebe (1) (4) | [automatisiertes, sequentielles 6-Gang-Schaltgetriebe] (2) (3) 7-Stufen-Doppelkupplungsgetriebe (1) (4) | —                                                                         | —                                                                         | —                                                                         | —                                                                         |             |
| Radaufhängung vorn                             | Einzelradaufhängung mit doppelten Querlenkern und Feder-Dämpfer-Einheiten | Einzelradaufhängung mit doppelten Querlenkern und Feder-Dämpfer-Einheiten                               | Einzelradaufhängung mit doppelten Querlenkern und Feder-Dämpfer-Einheiten                               | Einzelradaufhängung mit doppelten Querlenkern und Feder-Dämpfer-Einheiten                               | Einzelradaufhängung mit doppelten Querlenkern und Feder-Dämpfer-Einheiten                               | Einzelradaufhängung mit doppelten Querlenkern und Feder-Dämpfer-Einheiten | Einzelradaufhängung mit doppelten Querlenkern und Feder-Dämpfer-Einheiten | Einzelradaufhängung mit doppelten Querlenkern und Feder-Dämpfer-Einheiten | Einzelradaufhängung mit doppelten Querlenkern und Feder-Dämpfer-Einheiten |             |
| Radaufhängung hinten                           | Einzelradaufhängung mit doppelten Querlenkern und Feder-Dämpfer-Einheiten | Einzelradaufhängung mit doppelten Querlenkern und Feder-Dämpfer-Einheiten                               | Einzelradaufhängung mit doppelten Querlenkern und Feder-Dämpfer-Einheiten                               | Einzelradaufhängung mit doppelten Querlenkern und Feder-Dämpfer-Einheiten                               | Einzelradaufhängung mit doppelten Querlenkern und Feder-Dämpfer-Einheiten                               | Einzelradaufhängung mit doppelten Querlenkern und Feder-Dämpfer-Einheiten | Einzelradaufhängung mit doppelten Querlenkern und Feder-Dämpfer-Einheiten | Einzelradaufhängung mit doppelten Querlenkern und Feder-Dämpfer-Einheiten | Einzelradaufhängung mit doppelten Querlenkern und Feder-Dämpfer-Einheiten |             |
| Spurweite vorn                                 | 1638 mm                                                                   | 1638 mm                                                                                                 | 1638 mm                                                                                                 | 1638 mm                                                                                                 | 1638 mm                                                                                                 | 1638 mm                                                                   | 1644 mm                                                                   | 1644 mm                                                                   | 1638 mm                                                                   |             |
| Spurweite hinten                               | 1595 mm                                                                   | 1595 mm                                                                                                 | 1595 mm                                                                                                 | 1595 mm                                                                                                 | 1595 mm                                                                                                 | 1595 mm                                                                   | 1605 mm                                                                   | 1605 mm                                                                   | 1595 mm                                                                   |             |
| Reifengröße vorn                               | 235/40 R 18                                                               | 235/40 R 18                                                                                             | 235/40 R 18                                                                                             | 235/35 R 19                                                                                             | 235/35 R 19                                                                                             | 235/35 R 19                                                               | 235/35 R 19                                                               | 235/35 R 19                                                               | 235/35 R 19                                                               |             |
| Reifengröße hinten                             | 285/35 R 18                                                               | 285/35 R 18                                                                                             | 285/35 R 18                                                                                             | 295/30 R 19                                                                                             | 295/30 R 19                                                                                             | 295/30 R 19                                                               | 295/30 R 19                                                               | 295/30 R 19                                                               | 305/30 R 19                                                               |             |
| Leergewicht (5)                                | 1635 kg [1640 kg]                                                         | 1635 kg [1640 kg]                                                                                       | 1735 kg [1740 kg]                                                                                       | 1695 kg [1700 kg]                                                                                       | 1795 kg [1800 kg]                                                                                       | 1670 kg                                                                   | 1600 kg                                                                   | 1640 kg                                                                   | 1670 kg                                                                   |             |
| Beschleunigung, 0–100 km/h (5)                 | 4,6 s                                                                     | 4,6 s                                                                                                   | 4,8 s                                                                                                   | 3,9 s                                                                                                   | 4,1 s                                                                                                   | 3,5 s                                                                     | 3,6 s                                                                     | 3,8 s                                                                     | 3,4 s                                                                     |             |
| Höchstgeschwindigkeit (5)                      | 301 km/h                                                                  | 302 km/h                                                                                                | 300 km/h                                                                                                | 316 km/h                                                                                                | 313 km/h                                                                                                | 317 km/h                                                                  | 320 km/h                                                                  | 317 km/h                                                                  | 320 km/h                                                                  |             |
| Kraftstoffart                                  | Super Plus                                                                | Super Plus                                                                                              | Super Plus                                                                                              | Super Plus                                                                                              | Super Plus                                                                                              | Super Plus                                                                | Super Plus                                                                | Super Plus                                                                | Super Plus                                                                |             |
| Kraftstoffverbrauch auf 100 km, kombiniert (5) | 13,9 l [13,3 l]                                                           | 14,2 l [12,4 l]                                                                                         | 14,4 l [12,6 l]                                                                                         | 14,7 l [13,7 l]                                                                                         | 14,9 l [13,9 l]                                                                                         | 12,9 l                                                                    | 14,4 l                                                                    | 14,2 l                                                                    | 12,9 l                                                                    |             |
| CO2-Emission (5)                               | 332 g/km [318 g/km]                                                       | 332 g/km [289 g/km]                                                                                     | 337 g/km [294 g/km]                                                                                     | 351 g/km [327 g/km]                                                                                     | 356 g/km [332 g/km]                                                                                     | 299 g/km                                                                  | 335 g/km                                                                  | 332 g/km                                                                  | 299 g/km                                                                  |             |

- Werte in eckigen Klammern gelten für Fahrzeuge mit optionalem Getriebe

## Neuzulassungen
Nach Angaben des Kraftfahrt-Bundesamtes wurden in Deutschland seit Markteinführung bis Ende 2014 insgesamt 5626 R8 neu zugelassen, wovon 1486 Stück auf das Spyder-Modell (26 %) entfallen.
| Jahr | Neuzulassungen | darunter als Spyder-Modell | darunter durch gewerbliche Halter |
| ---- | -------------- | -------------------------- | --------------------------------- |
| 2014 | 435            | 224                        | 86,9 %                            |
| 2013 | 527            | 258                        | 83,1 %                            |
| 2012 | 647            | 351                        | 87,0 %                            |
| 2011 | 549            | 320                        | 83,1 %                            |
| 2010 | 693            | 333                        | 79,8 %                            |
| 2009 | 779            | –                          | 77,7 %                            |
| 2008 | 1145           | –                          | 66,6 %                            |
| 2007 | 851            | –                          | k. A.                             |